# Arquitectura brutalista

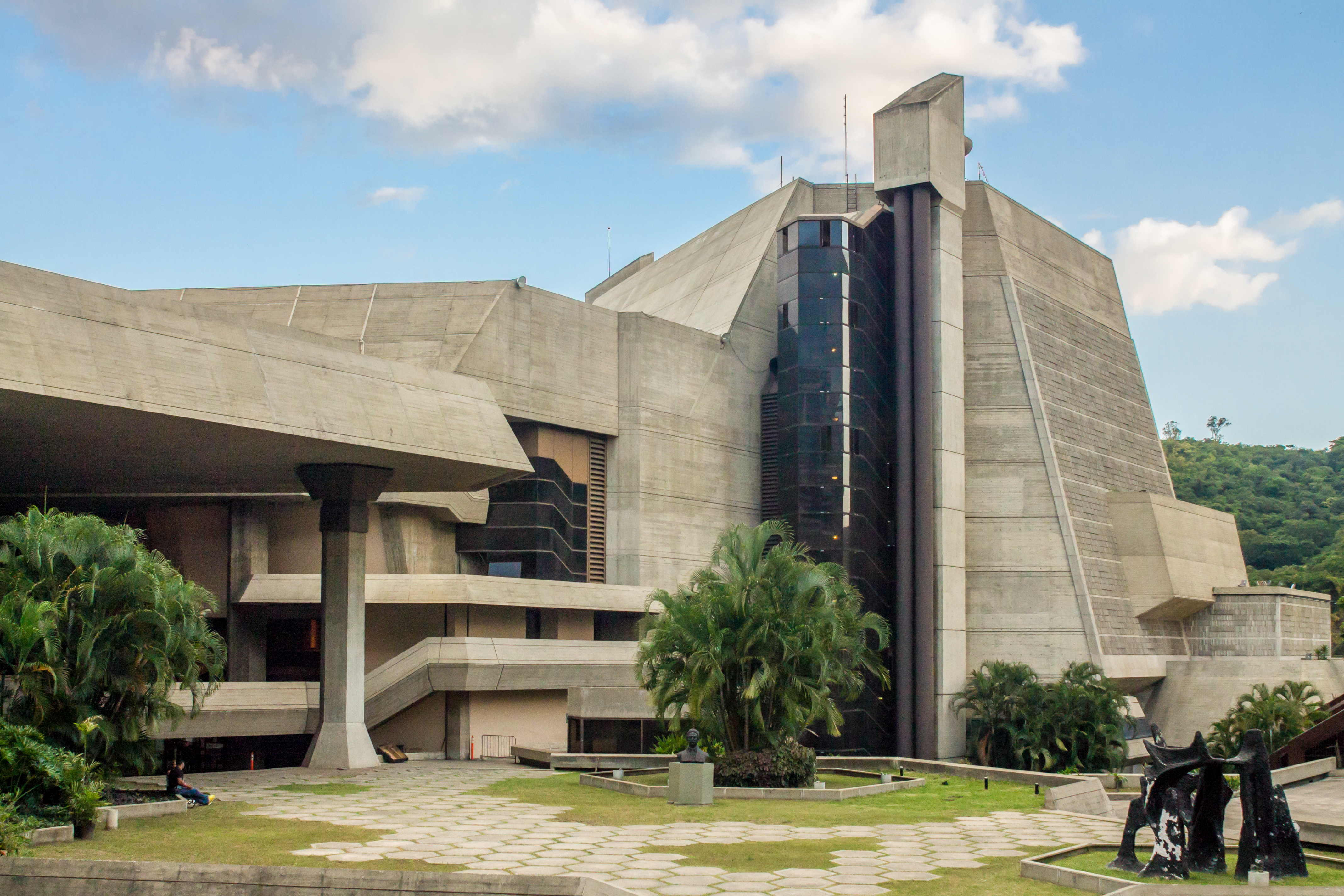
Complejo Cultural Teresa Carreño de Caracas (Venezuela), ejemplo de arquitectura brutalista (Lugo, 1983).

La arquitectura brutalista es un estilo arquitectónico que surgió durante la década de 1950 en el Reino Unido en los proyectos de reconstrucción de la era de la posguerra. Los edificios brutalistas se caracterizan por construcciones minimalistas que muestran los materiales de construcción desnudos y los elementos estructurales sobre el diseño decorativo. El estilo comúnmente hace uso del hormigón o ladrillo vistos, sin lucir ni pintar, recurre a formas geométricas angulares y a una paleta de colores predominantemente monocromática; También se incluyen otros materiales, como acero, madera y vidrio.

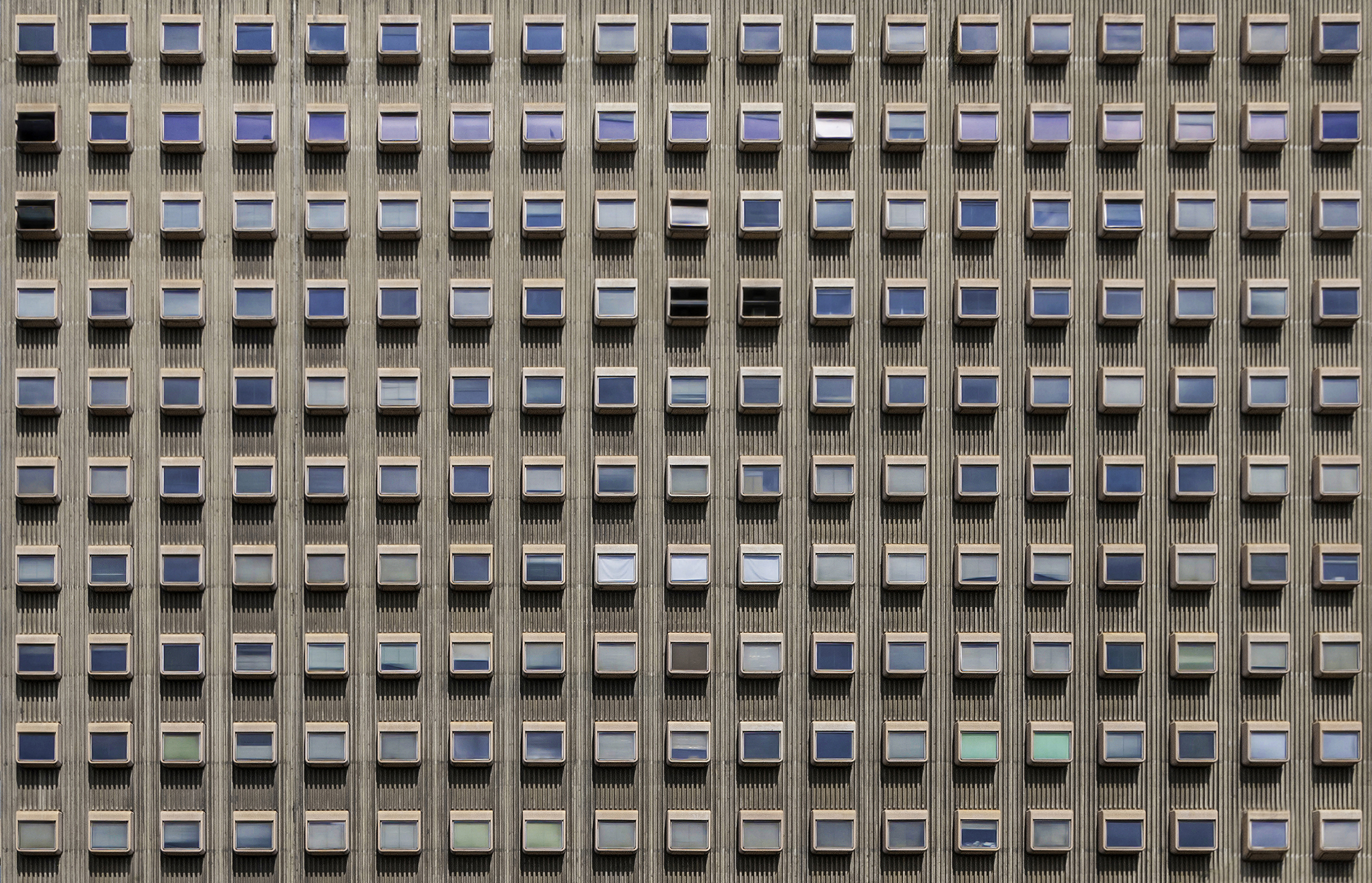
Fachada de la torre América, situado en la urbanización Bello Monte, Caracas.

Descendiente del movimiento moderno, se dice que el brutalismo es una reacción contra la nostalgia de la arquitectura en la década de 1940. Derivado de la frase sueca nybrutalism, el término «Nuevo brutalismo» fue utilizado por primera vez por los arquitectos británicos Alison y Peter Smithson por su enfoque pionero del diseño. El estilo se popularizó aún más en un ensayo de 1955 del crítico de arquitectura Reyner Banham, quien también asoció el movimiento con las expresiones francesas «béton brut» ('hormigón a la vista o en bruto') y «art brut» ('arte en bruto'). El estilo, desarrollado por arquitectos como los Smithson, el húngaro Ernő Goldfinger y la firma británica Chamberlin, Powell & Bon, fue presagiado en parte por el trabajo moderno de otros arquitectos como el franco-suizo Le Corbusier, el estonio-estadounidense Louis Kahn, el germano-estadounidense Mies van der Rohe o el finlandés Alvar Aalto.
En el Reino Unido, el brutalismo apareció en el diseño de viviendas sociales utilitarias y de bajo costo influenciadas por los principios socialistas y pronto se extendió a otras regiones del mundo. Los diseños brutalistas se utilizaron con mayor frecuencia en el diseño de edificios institucionales, como universidades, bibliotecas, tribunales y ayuntamientos. La popularidad del movimiento comenzó a declinar a fines de la década de 1970, y algunos asociaron el estilo con la decadencia urbana y el totalitarismo.
El brutalismo se ha ido polarizando históricamente; edificios específicos, así como el movimiento en su conjunto, han generado una variedad de críticas (a menudo descritos como «fríos» o «sin alma»), pero también han obtenido el apoyo de los arquitectos y las comunidades locales (con muchos edificios brutalistas que se han convertido en iconos culturales, a veces obteniendo el estatus de hitos).
En las últimas décadas, el movimiento se ha convertido en un tema de renovado interés. En 2006, varios arquitectos bostonianos pidieron un cambio de marca del estilo a «arquitectura heroica» para distanciarse de las connotaciones negativas del término «brutalismo».

## Historia

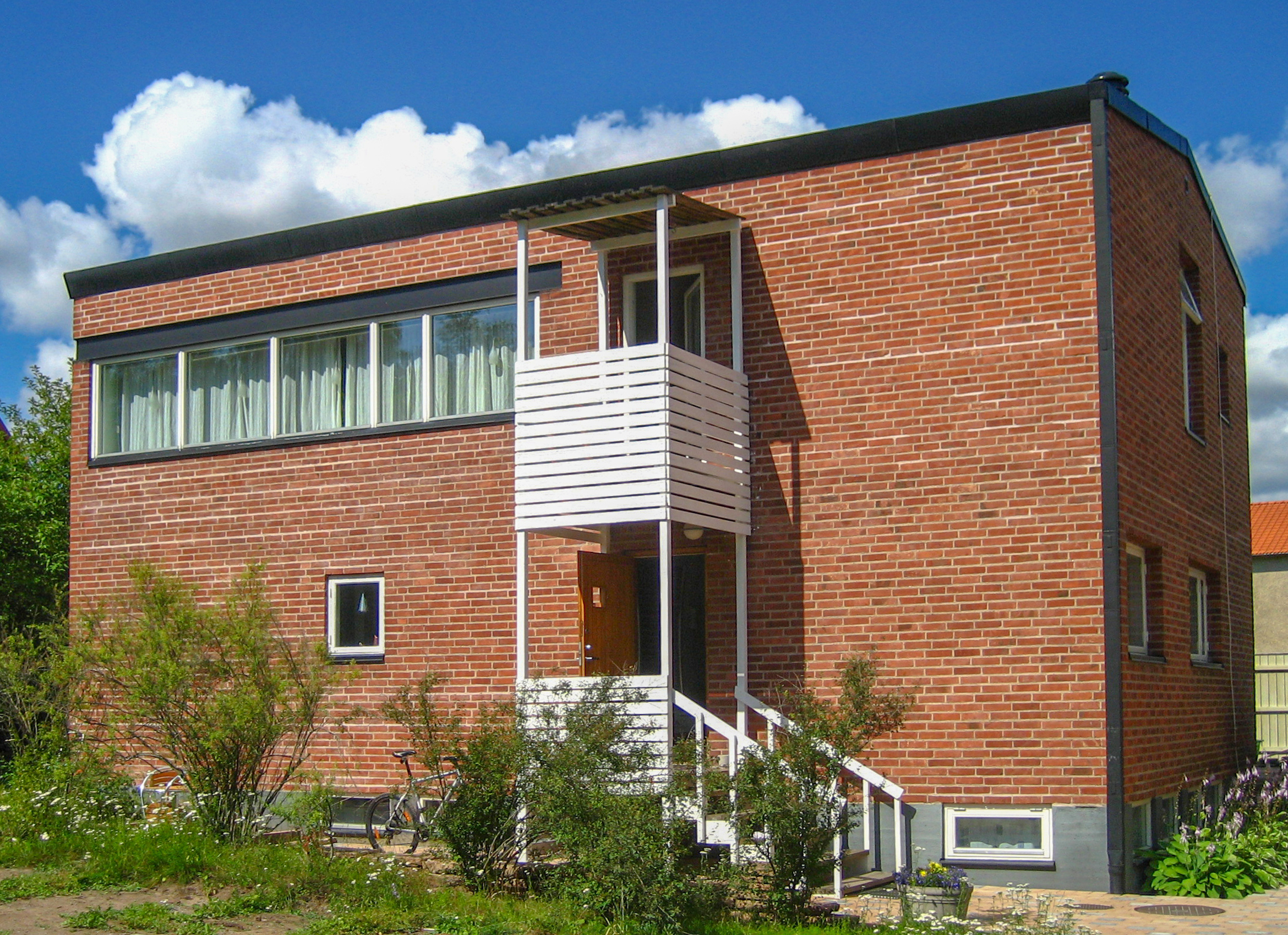
Villa Göth (1950) en Kåbo, Uppsala, Suecia. "Nuevo brutalismo" se utilizó por primera vez para describir esta casa.

El término Nybrutalism ('Nuevo Brutalismo') fue acuñado por el arquitecto sueco Hans Asplund para describir Villa Göth, una moderna casa de ladrillo en Uppsala, diseñada en enero de 1950 por sus contemporáneos Bengt Edman y Lennart Holm. Mostrando el enfoque de diseño 'tal como se encuentra' que más tarde estaría en el centro del brutalismo, la casa muestra vigas con perfil doble T visibles sobre las ventanas, ladrillos a la vista por dentro y por fuera, y hormigón vertido en varias habitaciones donde se puede ver el patrón machihembrado de las tablas utilizado para construir los encofrados. El término fue recogido en el verano de 1950 por un grupo de arquitectos ingleses visitantes, incluidos Michael Ventris, Oliver Cox y Graeme Shankland, donde aparentemente «se extendió como un reguero de pólvora y [fue] posteriormente adoptado por cierta facción de jóvenes arquitectos británicos».
El primer uso publicado de la denominación «Nuevo brutalismo» ocurrió en 1953, cuando Alison Smithson la usó para describir un plan para su casa Soho sin construir que apareció en la edición de noviembre de Architectural Design. Dijo además: «Nuestra intención en este edificio es tener la estructura expuesta por completo, sin acabados interiores siempre que sea posible». La Hunstanton School de los Smithson, terminada en 1954 en Norfolk, y la Sugden House, terminada en 1955 en Watford, representan los primeros ejemplos de Nuevo Brutalismo en el Reino Unido. La escuela de Hunstanton, probablemente inspirada en el Alumni Memorial Hall de 1946 de Mies van der Rohe en el Instituto de Tecnología de Illinois en Chicago es notable como el primer edificio terminado en el mundo en llevar el título de «Nuevo brutalista» por sus arquitectos. En ese momento, se describió como «el edificio más verdaderamente moderno de Inglaterra».
El término ganó un reconocimiento cada vez más amplio cuando el historiador de la arquitectura británico Reyner Banham lo usó para identificar tanto un estilo ético como estético, en su ensayo de 1955 The New Brutalism. En el ensayo, Banham describió a Hunstanton y la casa Soho como la «referencia por la cual se puede definir el nuevo brutalismo en la arquitectura». Reyner Banham también asoció el término New Brutalism con Art Brut y béton brut, que significa hormigón en bruto en francés, por primera vez. La arquitectura béton brut más conocida es la obra protobrutalista del arquitecto suizo-francés Le Corbusier, en particular su Unité d'Habitation de 1952 en Marsella; el edificio de la Secretaría de 1953 (Palacio de la Asamblea) en Chandigarh; y la capilla Notre Dame du Haut de 1955 en Ronchamp.
Banham amplió aún más sus pensamientos en el libro de 1966, The New Brutalism: Ethic or Aesthetic?, para caracterizar un grupo de enfoques arquitectónicos recientemente establecido, particularmente en Europa. En el libro, Banham dice que el trabajo concreto de Le Corbusier fue una fuente de inspiración y ayudó a popularizar el movimiento, sugiriendo que "«si hay una sola fórmula verbal que ha hecho admisible el concepto de brutalismo en la mayoría de los idiomas occidentales del mundo, es que el propio Le Corbusier calificó esa obra concreta como béton-brut"». Afirma además que «las palabras 'El Nuevo Brutalismo' ya estaban circulando, y habían adquirido cierta profundidad de significado a través de cosas dichas y hechas, más allá de la conexión ampliamente reconocida con béton brut. Sin embargo, la frase todavía 'pertenecía' a los Smithson, y fueron sus actividades, por encima de todas las demás, las que le dieron cualidades distintivas al concepto de brutalismo».

## Características

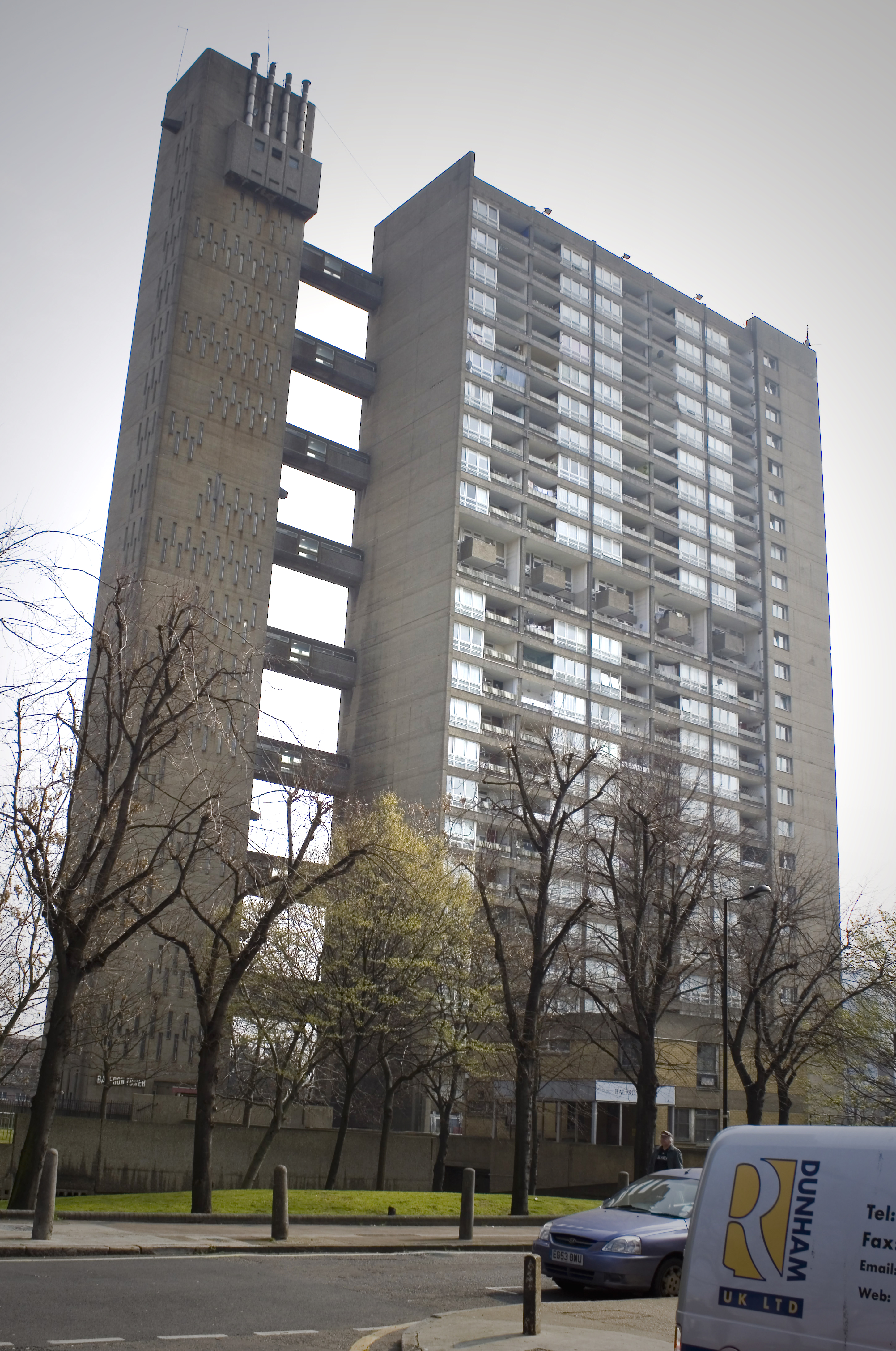
Torre Balfron (1963), diseñada por Ernő Goldfinger en Londres, Inglaterra

El nuevo brutalismo no es solo un estilo arquitectónico; también es un enfoque filosófico del diseño arquitectónico, un esfuerzo por crear edificios simples, honestos y funcionales que se adapten a su propósito, habitantes y ubicación. Estilísticamente, el brutalismo es un lenguaje de diseño estricto y moderno que se ha dicho que es una reacción a la arquitectura de la década de 1940, gran parte de la cual se caracterizó por una nostalgia retrospectiva. Peter Smithson creía que el núcleo del brutalismo era una reverencia por los materiales, expresó honestamente, afirmando que «el brutalismo no se preocupa por el material como tal, sino más bien por la calidad del material», y «ver los materiales por lo que eran: la madera de la madera, la arena de la arena». El arquitecto John Voelcker explicó que el «nuevo brutalismo» en la arquitectura  «no se puede entender a través del análisis estilístico, aunque algún día podría surgir un estilo comprensible», apoyando la descripción de los Smithson del movimiento como «una ética, no una estética». Reyner Banham sintió que la frase «el nuevo brutalismo» existía como una actitud hacia el diseño y como una etiqueta descriptiva de la arquitectura en sí misma y que «elude una descripción precisa, sin dejar de ser una fuerza viva». Intentó codificar el movimiento en un lenguaje sistemático, insistiendo en que una edificación brutalista debe satisfacer los siguientes términos: «1, legibilidad formal del plan; 2, exposición clara de la estructura, y 3, valoración de los materiales por sus cualidades inherentes tal como se encuentran». También fue importante la «imagen»estética o la «coherencia del edificio como entidad visual».
Los edificios brutalistas generalmente se construyen con elementos modulares recurrentes que representan zonas funcionales específicas, claramente articuladas y agrupadas en un todo unificado. A menudo hay un énfasis en las expresiones gráficas en las elevaciones externas y en el plan arquitectónico de todo el sitio con respecto a las funciones principales y los flujos de personas de los edificios. Los edificios pueden utilizar materiales como hormigón, ladrillo, vidrio, acero, madera, piedra tosca y gaviones, entre otros. Sin embargo, debido a su bajo costo, a menudo se usa hormigón en bruto y se deja que revele la naturaleza básica de su construcción con superficies rugosas que presentan "encofrados" de madera producidos cuando las formas se moldearon in situ. Los ejemplos son con frecuencia de carácter masivo (incluso cuando no son grandes) y desafían las nociones tradicionales de cómo debería ser un edificio con un enfoque dado a los espacios interiores tanto como al exterior.
Un tema común en los diseños brutalistas es la exposición del funcionamiento interno del edificio, que va desde su estructura y servicios hasta su uso humano, en el exterior del edificio. En el Ayuntamiento de Boston, diseñado en 1962, las porciones proyectadas y sorprendentemente diferentes del edificio indican la naturaleza especial de las habitaciones detrás de esas paredes, como la oficina del alcalde o las cámaras del consejo de la ciudad. Desde otra perspectiva, el diseño de la Escuela Hunstanton incluía colocar el tanque de agua de la instalación, normalmente una función de servicio oculta, en una torre prominente y visible. En lugar de estar ocultos en las paredes, los servicios públicos de agua y electricidad de Hunstanton se entregaron a través de tuberías y conductos fácilmente visibles.
El brutalismo como filosofía arquitectónica a menudo se asociaba con una ideología utópica socialista, que tendía a ser apoyada por sus diseñadores, especialmente por Alison y Peter Smithson, cerca del apogeo del estilo. De hecho, su trabajo buscaba enfatizar la funcionalidad y conectar la arquitectura con lo que consideraban las realidades de la vida moderna. Entre sus primeras contribuciones estaban las «calles en el cielo» en las que el tráfico y la circulación de peatones estaban rigurosamente separados, otro tema popular en la década de 1960. Este estilo tuvo una fuerte posición en la arquitectura de los países comunistas europeos desde mediados de la década de 1960 hasta finales de la década de 1980 (Bulgaria, Checoslovaquia, Alemania Oriental, URSS, Yugoslavia). En Checoslovaquia, el brutalismo se presentó como un intento de crear un estilo arquitectónico «nacional» pero también «socialista moderno». Tales edificios prefabricados de la era socialista se llaman panelaky.

## Diseñadores

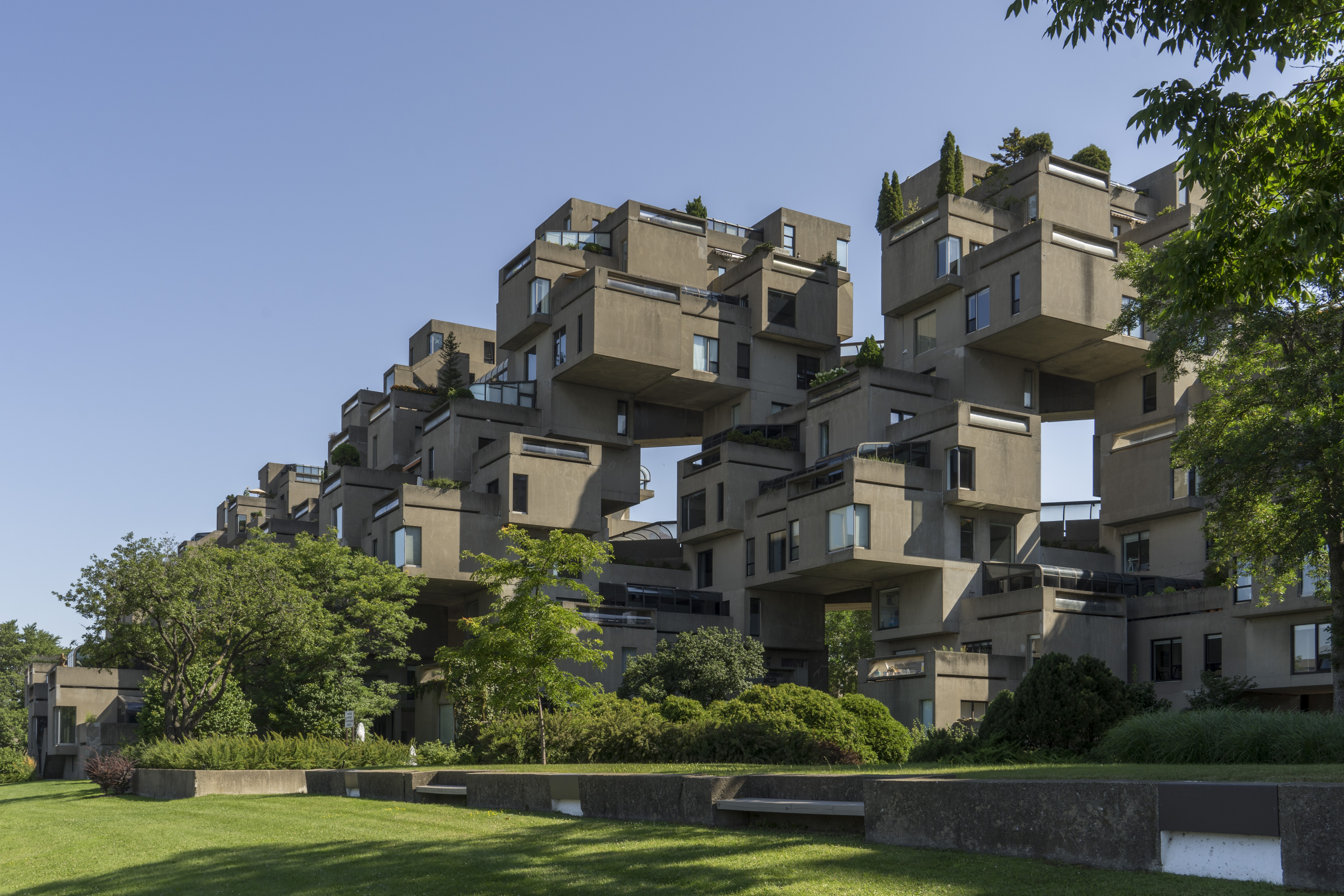
Habitat 67 (1967) en Montreal es un hito de la arquitectura brutalista.

Los arquitectos cuyo trabajo refleja ciertos aspectos del estilo brutalista incluyen a Louis Kahn. El historiador de la arquitectura William Jordy dice que aunque Kahn era «[o]puesto a lo que él consideraba la postura muscular de la mayoría del brutalismo», parte de su trabajo «seguramente se basó en algunas de las mismas ideas que se enfocaron momentáneamente en la posición brutalista.»
En Australia, ejemplos del estilo brutalista son la Galería de arte de Queensland de Robin Gibson, la biblioteca Fisher de Ken Woolley en la Universidad de Sídney (su bloque de oficinas estatales es otro), la Corte Suprema de Australia de Colin Madigan en Canberra, el MUSE edificio (también conocido como C7A MUSE) que fue la biblioteca original en la Universidad de Macquarie antes de que la nueva biblioteca la reemplazara, y WTC Wharf (World Trade Center en Melbourne). Las edificaciones gubernamentales e institucionales de John Andrews en Australia también muestran el estilo.
Canadá posee numerosos ejemplos de arquitectura brutalista. En los años previos al centenario de la Confederación en 1967, el Gobierno Federal financió la construcción de numerosos edificios públicos. Los principales ejemplos brutalistas, no todos construidos como parte del centenario canadiense, incluyen el Gran teatro de Quebec, el Édifice Marie-Guyart (anteriormente Complex-G), el Hotel Le Concorde y gran parte del campus de la Universidad Laval en la ciudad de Quebec; Habitat 67, Place Bonaventure, la Maison de Radio-Canada y varias estaciones de metro en la Línea Verde del Metro de Montreal; el Centro de las Artes de la Confederación en Charlottetown; el Centro Nacional de las Artes en Ottawa; el Hospital Hotel Dieu en Kingston; el Centro de Ciencias de Ontario, biblioteca Robarts, Rochdale College en Toronto; y la iglesia de la Abadía de Westminster en la Columbia Británica.
En el Reino Unido, los arquitectos asociados con el estilo brutalista incluyen a Ernő Goldfinger, la pareja de esposos Alison y Peter Smithson, algunos de los trabajos de Basil Spence, el Departamento de Arquitectos del London County Council / Greater London Council, Owen Luder, John Bancroft y, posiblemente, Denys Lasdun, Leslie Martin, James Stirling y James Gowan con sus primeros trabajos. Algunos ejemplos bien conocidos de arquitectura de influencia brutalista en la capital británica incluyen el Centro Barbican (Chamberlin, Powell y Bon) y el National Theatre (Denys Lasdun).
En los Estados Unidos, Paul Rudolph y Ralph Rapson fueron destacados brutalistas. A Evans Woolen III, pionero entre los arquitectos del Medio Oeste, se le atribuye la introducción de los estilos arquitectónicos brutalista y moderno en Indianápolis. Walter Netsch es conocido por sus edificios académicos brutalistas. Marcel Breuer era conocido por su enfoque suave del estilo, a menudo usando curvas en lugar de esquinas. En Atlanta, el estilo arquitectónico se introdujo en la próspera Peachtree Road de Buckhead con los condominios Plaza Towers y Park Place on Peachtree diseñados por Ted Levy. Muchas de las estaciones del Metro de Washington, en particular las estaciones más antiguas, se construyeron en estilo brutalista.
En Serbia, Božidar Janković fue representante de la llamada "Escuela de residencia de Belgrado", identificable por sus relaciones funcionalistas sobre la base del piso y elaboró en detalle la arquitectura. Uno de sus mayores ejemplos es la Torre Genex, un rascacielos diseñado por Mihajlo Mitrović en 1977. Está formado por dos torres conectadas por un puente de dos plantas y un restaurante giratorio en la parte superior. Mide 117 m de altura y es el segundo rascacielos más alto de Belgrado después de la Torre Ušće. El edificio fue diseñado en estilo brutalista con algunos elementos de estructuralismo y constructivismo. Se considera un representante principal de la arquitectura brutalista en Serbia y uno de los mejores de su estilo construido en las décadas de 1960 y 1970 en el mundo. El tratamiento de la forma y los detalles asocia ligeramente el edificio con el posmodernismo y hoy en día es uno de los raros representantes sobrevivientes del período temprano de este estilo en Serbia. La expresión artística de la puerta marcó toda una era en la arquitectura serbia.

## En campus universitarios

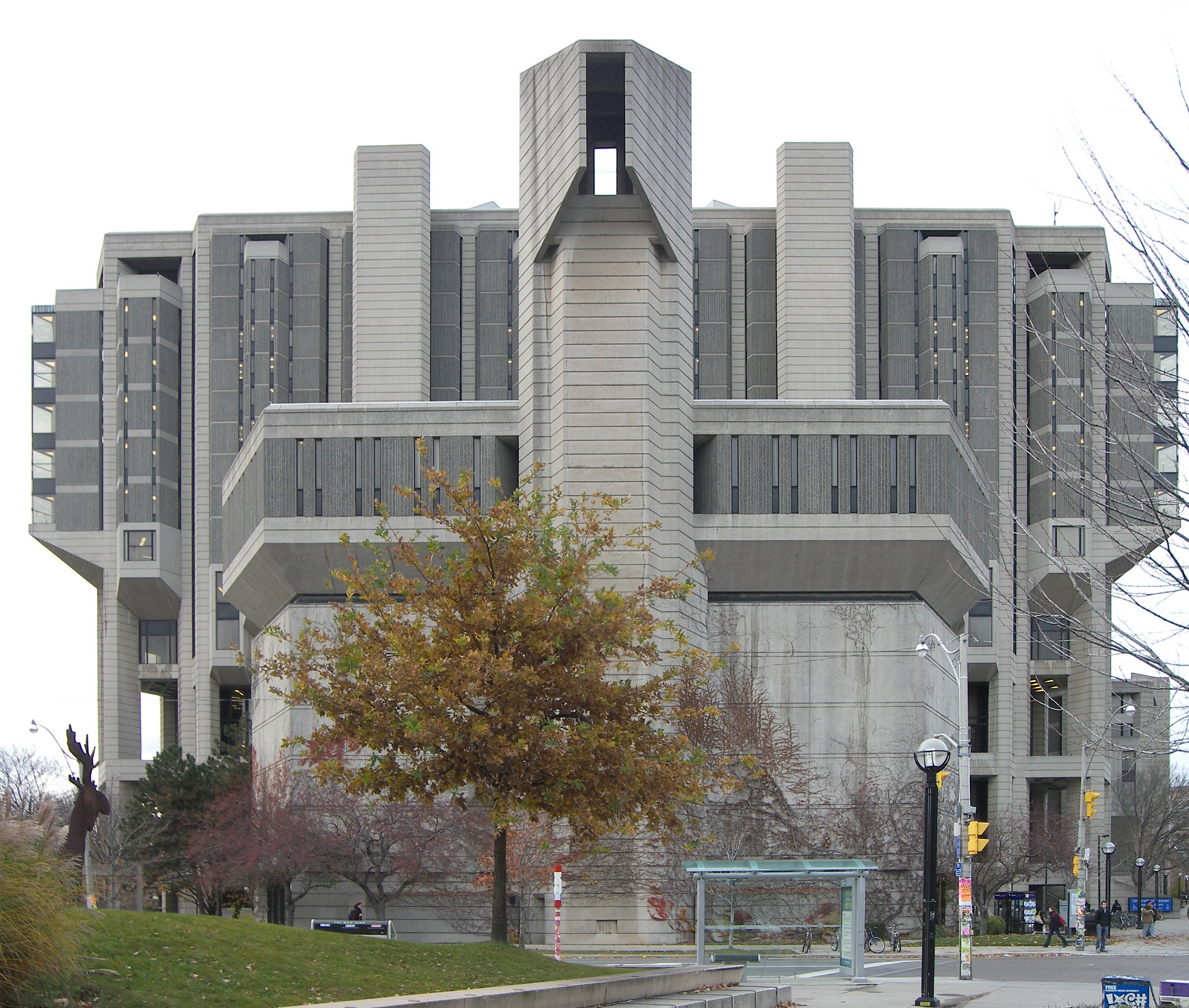
La biblioteca Robarts (1973) en Toronto

A fines de la década de 1950 y principios de la de 1960, muchas universidades norteamericanas construyeron edificios de campus en estilo brutalista debido a su bajo costo y facilidad de construcción, comenzando con el Yale Art and Architecture Building de 1958 de Paul Rudolph. El diseño de Rudolph para la Universidad de Massachusetts Dartmouth es un ejemplo de un campus completo diseñado al estilo brutalista. Walter Netsch diseñó todo el campus circular de la Universidad de Illinois-Chicago (ahora el campus este de la Universidad de Illinois en Chicago) bajo un diseño brutalista único y unificado. El Clowes Memorial Hall de estilo brutalista de John M. Johansen y Evans Woolen III, una instalación de artes escénicas que se inauguró en 1963 en el campus de la Universidad de Butler en Indianápolis, fue elogiado por su diseño audaz y espectacular.
En 1964, la Universidad Brigham Young inauguró el Centro de Bellas Artes Franklin S. Harris, que presenta un estilo de arquitectura mayoritariamente brutalista. La biblioteca Regenstein de la Universidad de Chicago, una de las bibliotecas más grandes del mundo, está diseñada en estilo brutalista. La biblioteca de la Universidad Northwestern también está diseñada en un estilo brutalista y es un buen ejemplo de este tipo de arquitectura. El campus de Cisjordania de la Universidad de Minnesota presenta varios edificios brutalistas, incluido el lugar de artes escénicas, Rarig Center, una de las obras más importantes de Ralph Rapson y el mejor ejemplo de brutalismo en las Ciudades Gemelas. Las dos bibliotecas más grandes de la Universidad de Brown y el Graduate Center son importantes obras brutalistas. La biblioteca John D. Rockefeller Jr. y la biblioteca de Ciencias (Universidad Brown) fueron diseñadas por danforth toan, cuya firma también diseñó la biblioteca Robarts en la Universidad de Toronto.
El edificio principal del Colegio de Arquitectura de Boston, diseñado por Ashley, Myer & Associates, se completó en 1966. El diseño utiliza masas de mampostería suspendidas en voladizo y "hendiduras" verticales acentuadas en el exterior por las cuales algunas de las funciones centrales del edificio pueden verse desde el exterior. Los pisos de estudio abiertos permiten a los estudiantes mirar las clases y los estudios de los demás, y la planta baja, abierta a Newbury Street, invita al público en general a la Galería McCormick. El edificio también cuenta con oficinas de administración y dos bibliotecas.
Litchfield Towers en la Universidad de Pittsburgh se completó en 1963 y se compone de tres torres brutalistas cilíndricas. El edificio académico más grande de la universidad, Wesley W. Posvar Hall, es una edificación brutalista terminada en 1978. El campus Belknap de la Universidad de Louisville tiene varios edificios brutalistas, incluido el edificio de Humanidades Bingham y el Centro Interreligioso. El edificio Andrews de la Universidad de Toronto Scarborough se construyó con un estilo arquitectónico brutalista y se completó en 1964. En 1965, se encargó al arquitecto E. Stewart Williams de Desert Modern que diseñara un nuevo campus para el distrito de Colegios Comunitarios de San Bernardino. La construcción de Crafton Hills College comenzó un año después y el último edificio que formaba parte del plan original del campus se completó en 1976. El diseño brutalista de Williams contrasta con el terreno empinado del área y fue elegido en parte porque proporcionaba un cortafuegos del entorno circundante. El Centro Estatal de Iowa en la Universidad Estatal de Iowa constaba originalmente de cinco edificios de estilo brutalista, que incluían un teatro, un auditorio, un coliseo, un estadio y un centro de eventos, además de paseos elevados conectados. Eliot Hall, la mitad restante de un par de edificios brutalistas construidos en 1972 en el campus de la Universidad Washington en San Luis fue demolido en 2012.
En el mismo período en el Reino Unido, una expansión similar de la educación superior condujo a la construcción de muchos edificios universitarios brutalistas, ejemplos notables son la biblioteca Principal de la Universidad de Edimburgo, diseñada por sir Basil Spence, el edificio Boyd Orr en la Universidad de Glasgow, la Universidad de Essex, y las residencias estudiantiles de Denys Lasdun en la Universidad de Anglia del Este y el Christ's College, en Cambridge. El exterior del Andrew Melville Hall de la Universidad de Saint Andrews se usó como escenario para el Centro de Recuperación de Dover en la película Nunca me abandones.

## Arquitectura brutalista en América Latina

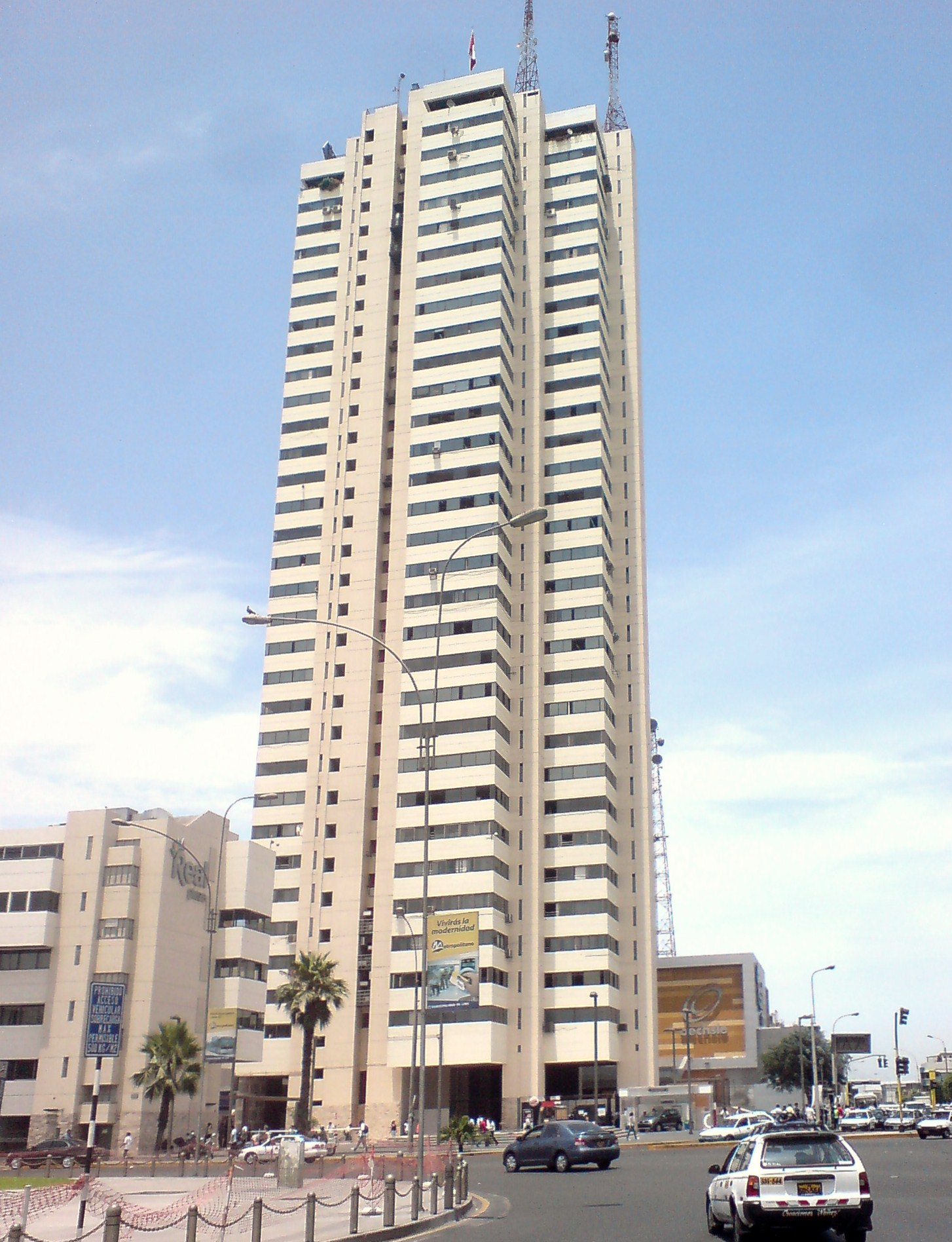
El Centro Cívico de Lima, que fue el edificio más alto de su país por casi 35 años

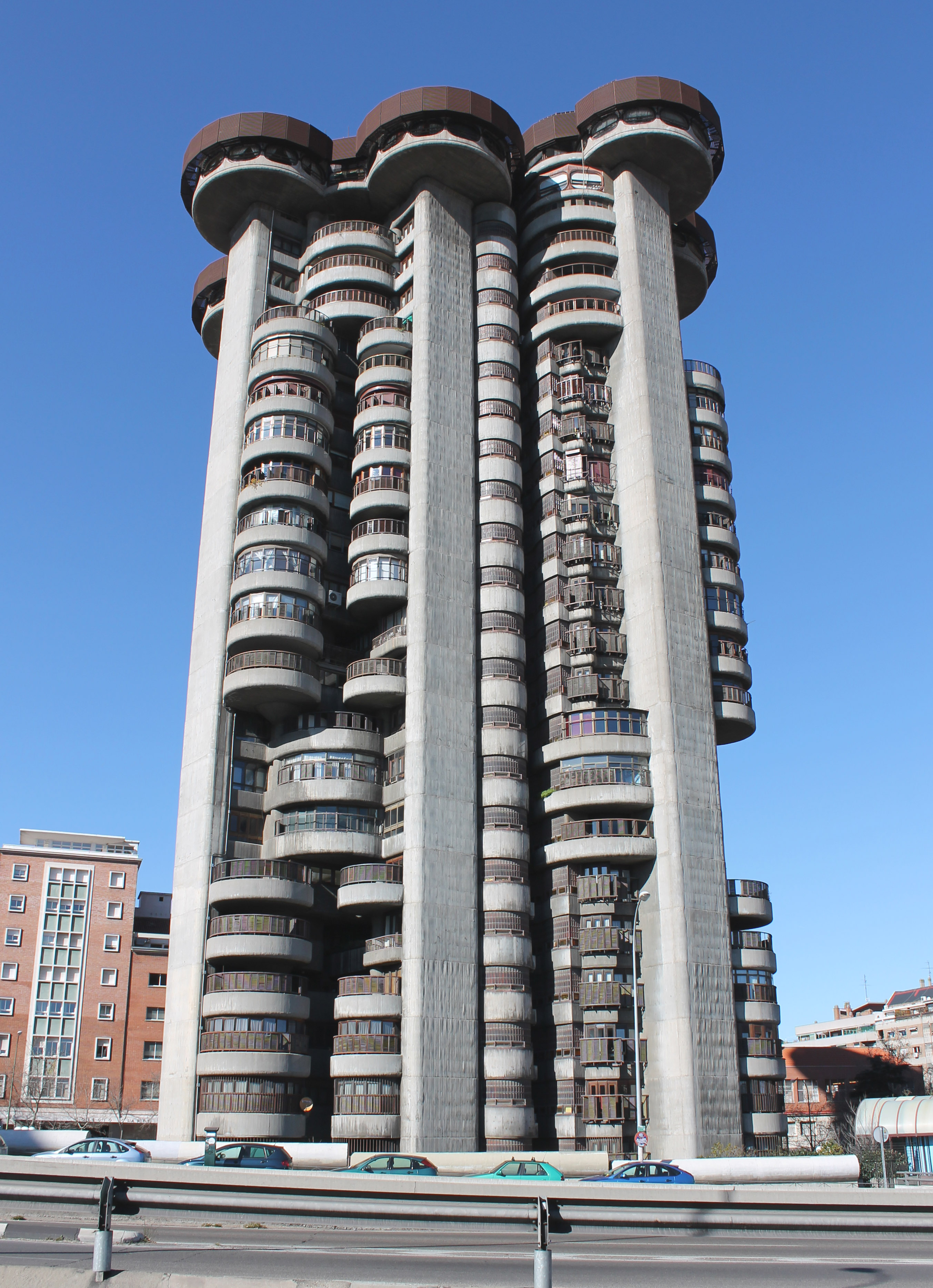
Torres Blancas, de Sáenz de Oiza (1969)

En Argentina destacan  bancos como el Banco de Londres y América del Sur, o la Biblioteca Nacional en Buenos Aires, obra del ítalo-argentino Clorindo Testa, también en Argentina, más precisamente en la ciudad de Córdoba se encuentran el Palacio Municipal 6 de julio, sede del poder ejecutivo municipal, proyecto presentado por los arquitectos Sánchez Elía, Peralta Ramos y Agostini, del estudio SEPRA y la Escuela Superior de Comercio Manuel Belgrano. En la ciudad de La Plata se encuentra el Teatro Argentino, que se comenzó a construir en la década de 1980. En la ciudad de Monterrey en México, un claro ejemplo son las instalaciones del Centro de Innovación y Transferencia y Salud del Tecnológico de Monterrey.
En Uruguay, el aulario de la UDELAR; en Perú el edificio sede de Petroperú, el Complejo del Museo de la Nación,la Universidad de Ingeniería y Tecnología y el centro cívico de Lima; y en Venezuela el complejo de viviendas y oficinas parque Central (Caracas), el edificio inacabado de El Helicoide, la Abadía de Güigüe, o el Teatro Teresa Carreño, como uno de los complejos culturales más importantes de América Latina.

## Arquitectura brutalista en España
En España destaca la Universidad del País Vasco, la Universidad Autónoma de Madrid o la Torre del Complejo Cuzco, también en Madrid, que alberga al Ministerio de Economía, y la Facultad de Ciencias de la Información de la Universidad Complutense.
En las torres residenciales de Torres Blancas el brutalismo de sus paredes, que son toda su estructura, se combina con una idea organicista que bebe directamente de Frank Lloyd Wright, con la peculiaridad de que se aplica a un bloque de viviendas de lujo en lugar de a viviendas económicas. No fue el único edificio residencial de lujo: la Torre de Valencia marca su presencia frente al Parque del Retiro de Madrid y fue criticada por romper en exceso con el resto de edificios cercanos y, sobre todo, por estar demasiado presente en la perspectiva que se tiene desde la plaza de Cibeles hacia la Puerta de Alcalá.
En San Justo Desvern (provincia de Barcelona), el Taller de Arquitectura de Ricardo Bofill nos dejó dos conocidas obras brutalistas: La Fábrica, renovación de una vieja fábrica de cemento para la implantación de oficinas y su propia vivienda y estudio bajo las cubiertas vegetales que dulcifican el edificio, y el edificio de viviendas sociales Walden 7, ejemplo clave de la arquitectura modular en España.

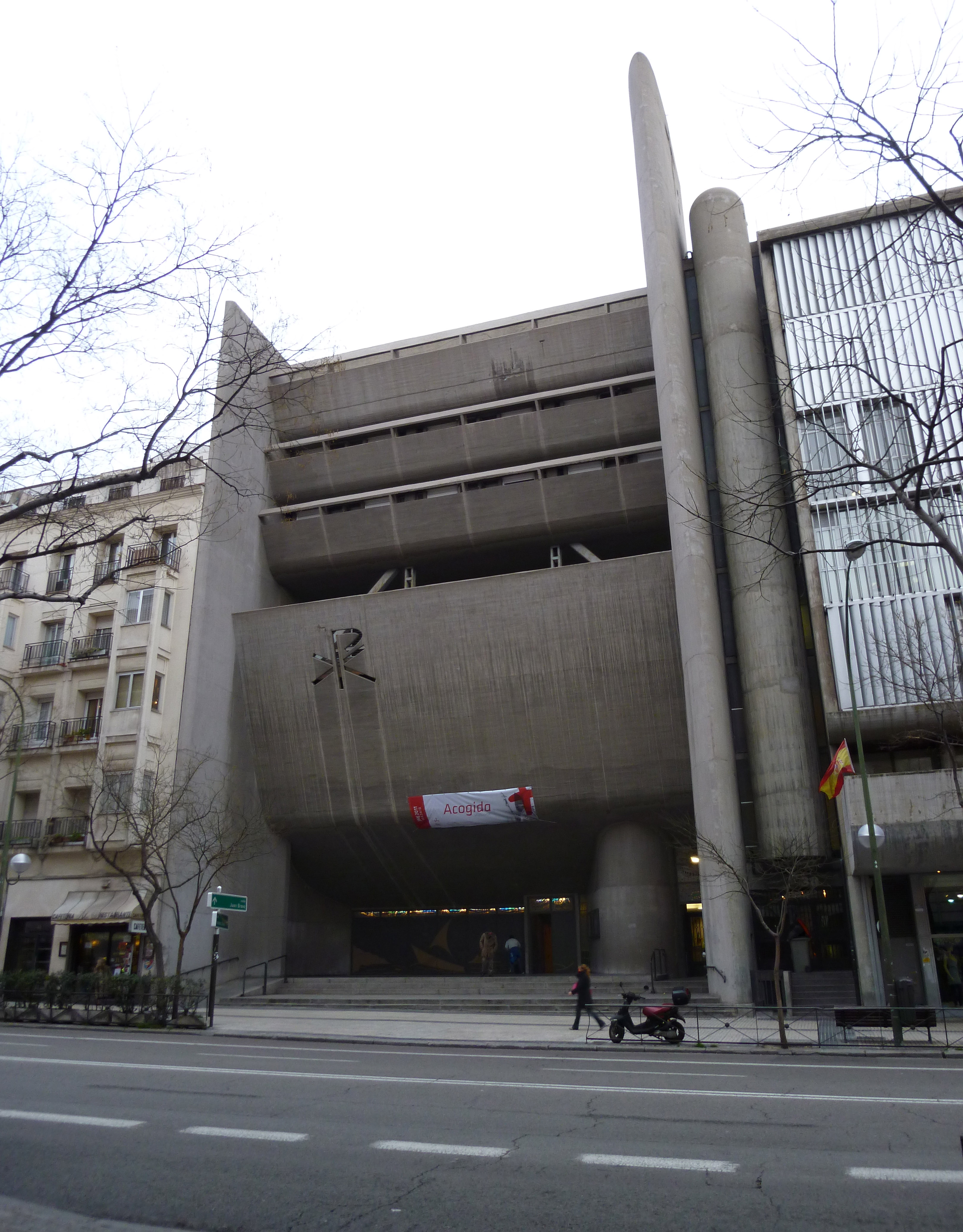
Ntra. Sra. del Rosario de Filipinas, de Cecilio Sz.-Robles (1970)
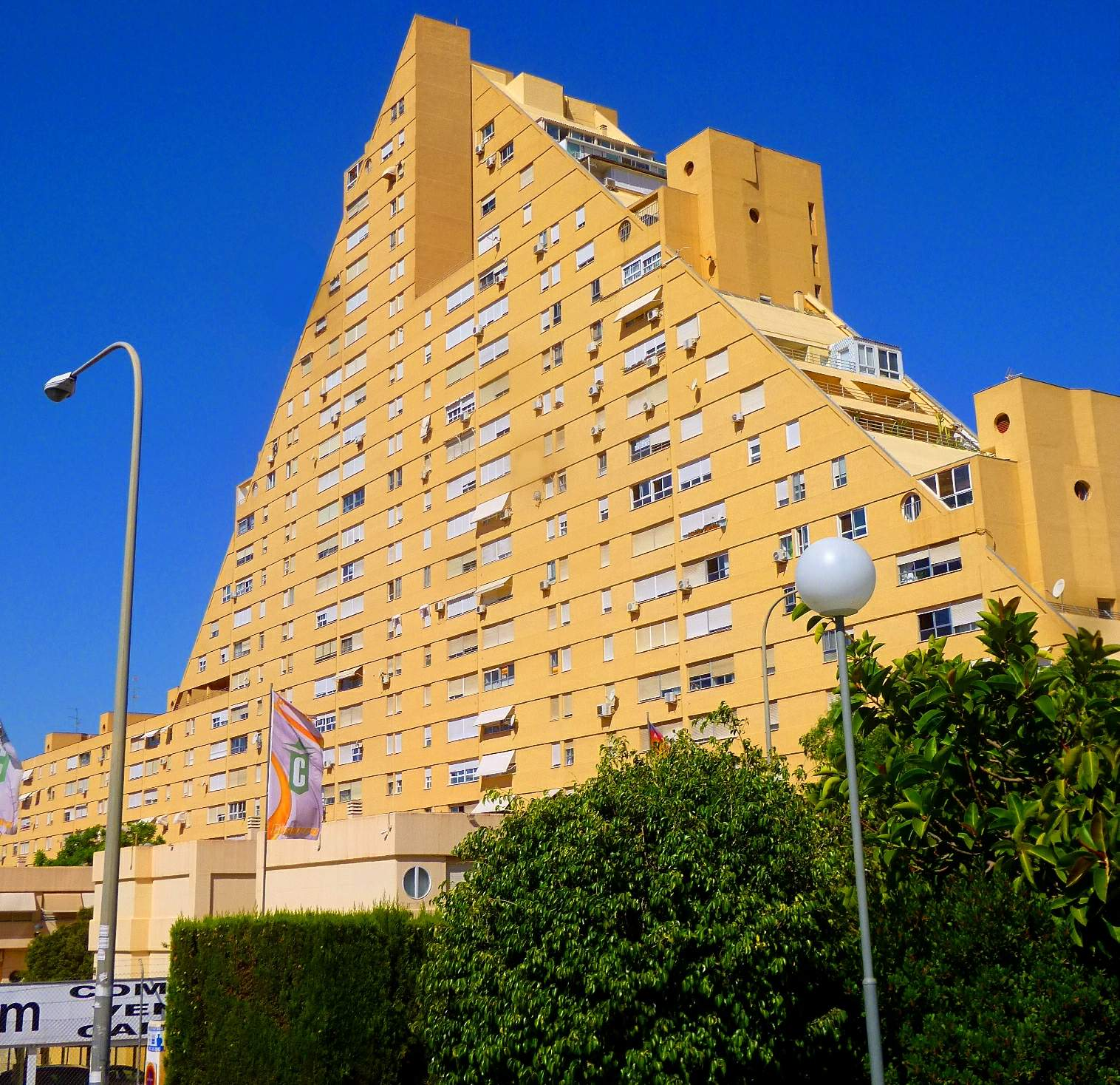
La Pirámide (Alicante), de Alfonso Navarro (1970)
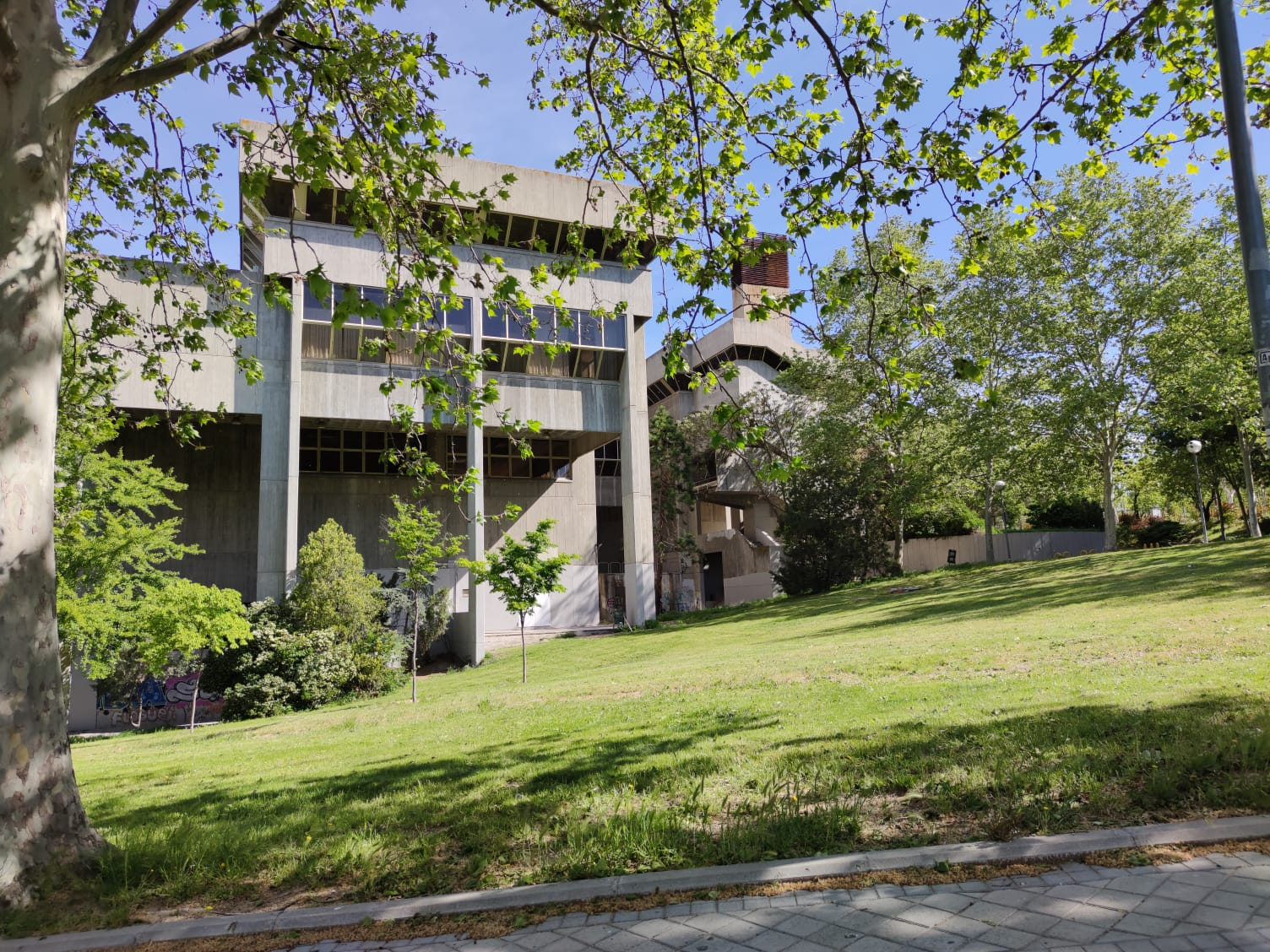
Facultad de Ciencias de la Información, de José María Laguna Martínez y Juan Castañón Fariña (1971)
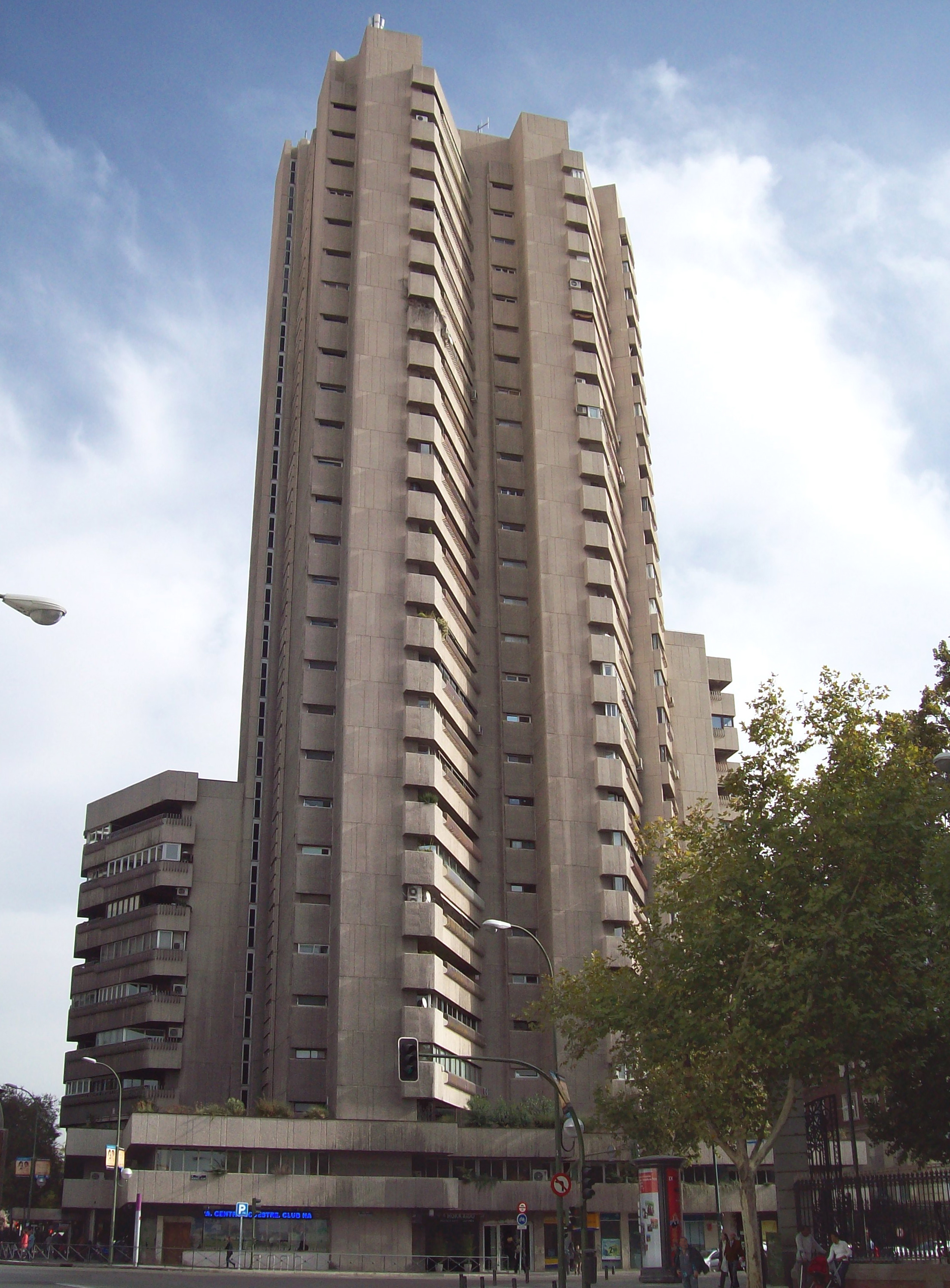
Torre de Valencia, de Javier Carvajal (1973)
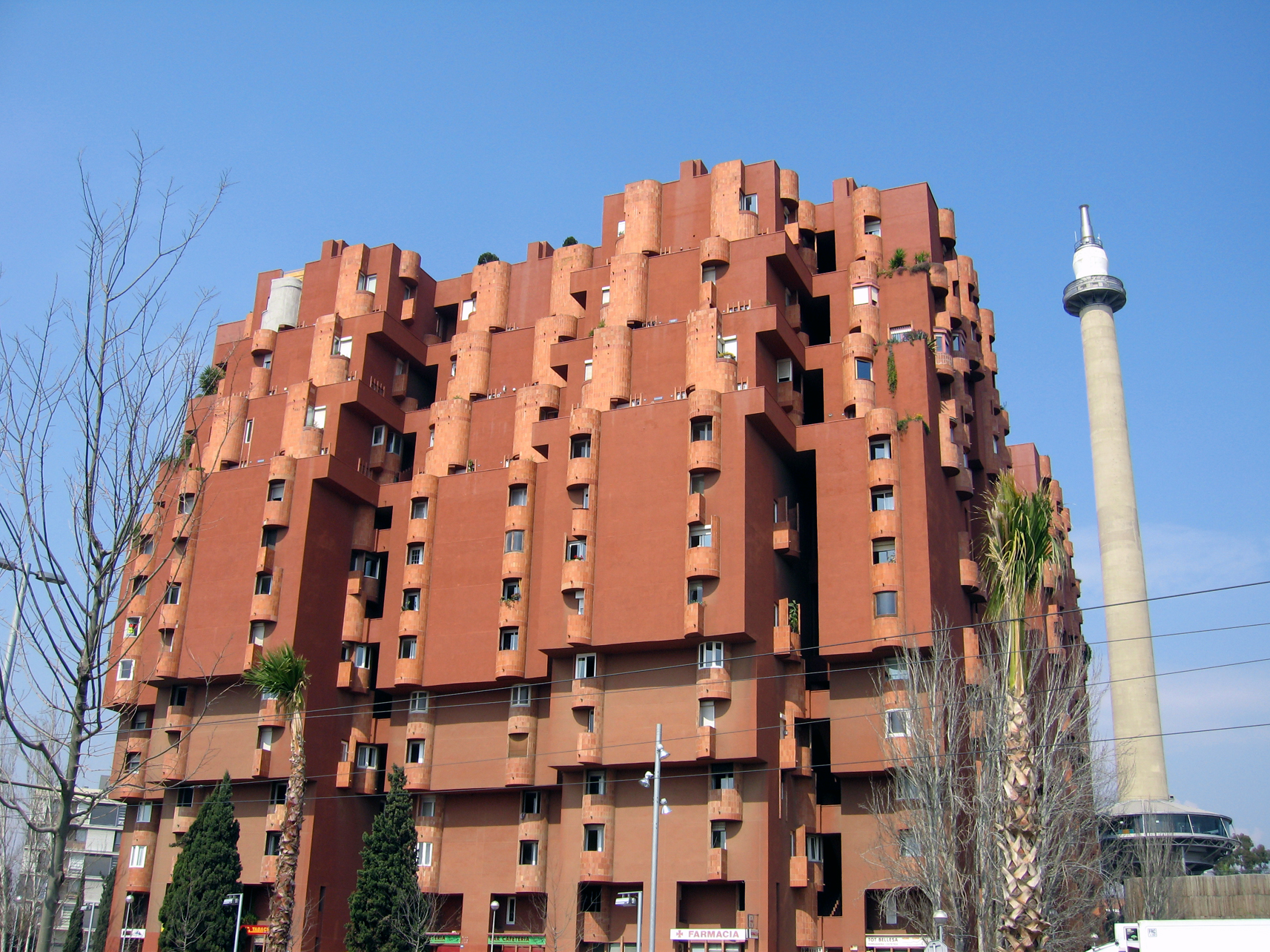
Walden 7, de Ricardo Bofill (1975)
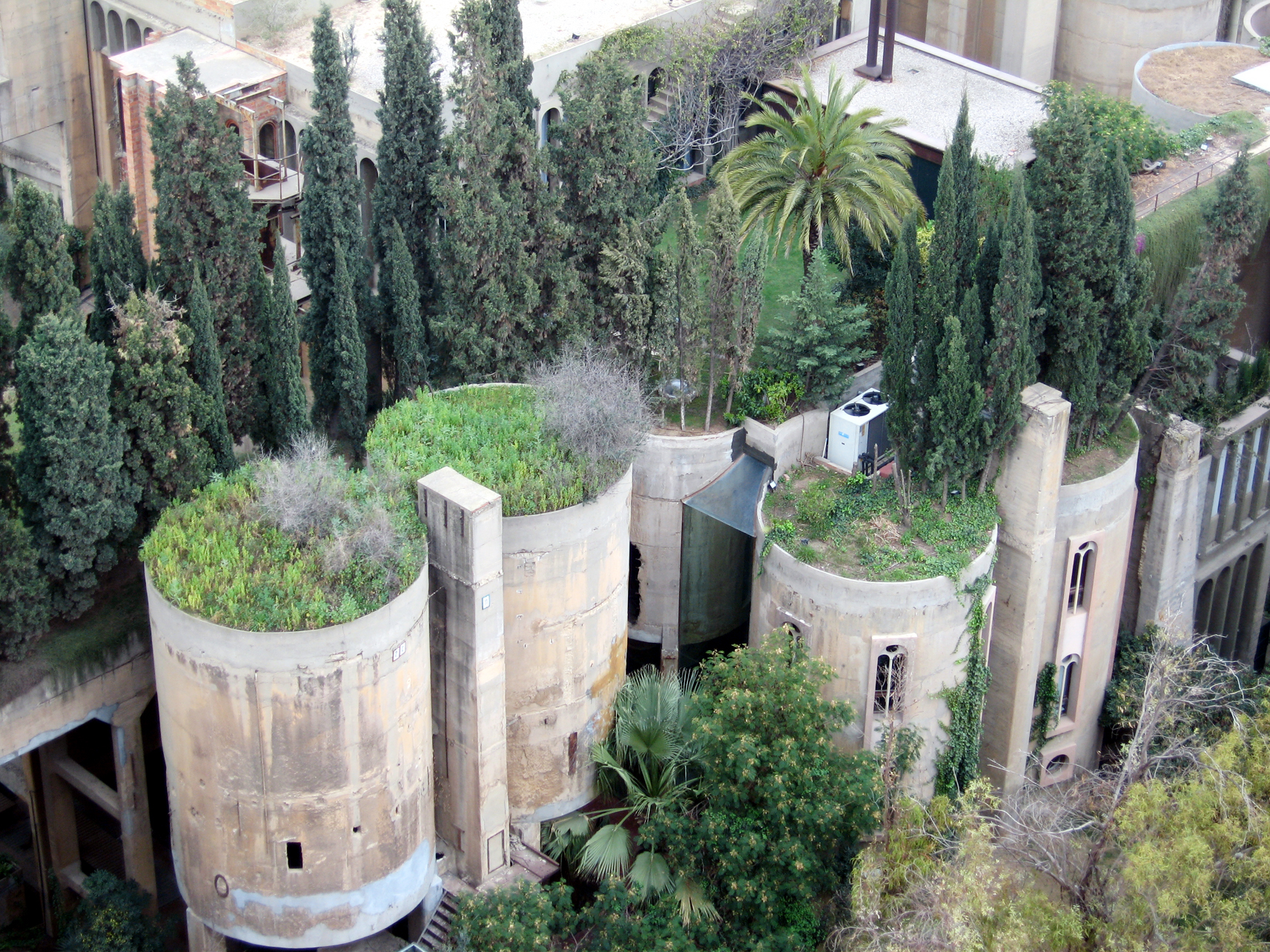
La Fábrica, de Ricardo Bofill (1975)

## Arquitectura brutalista en Italia

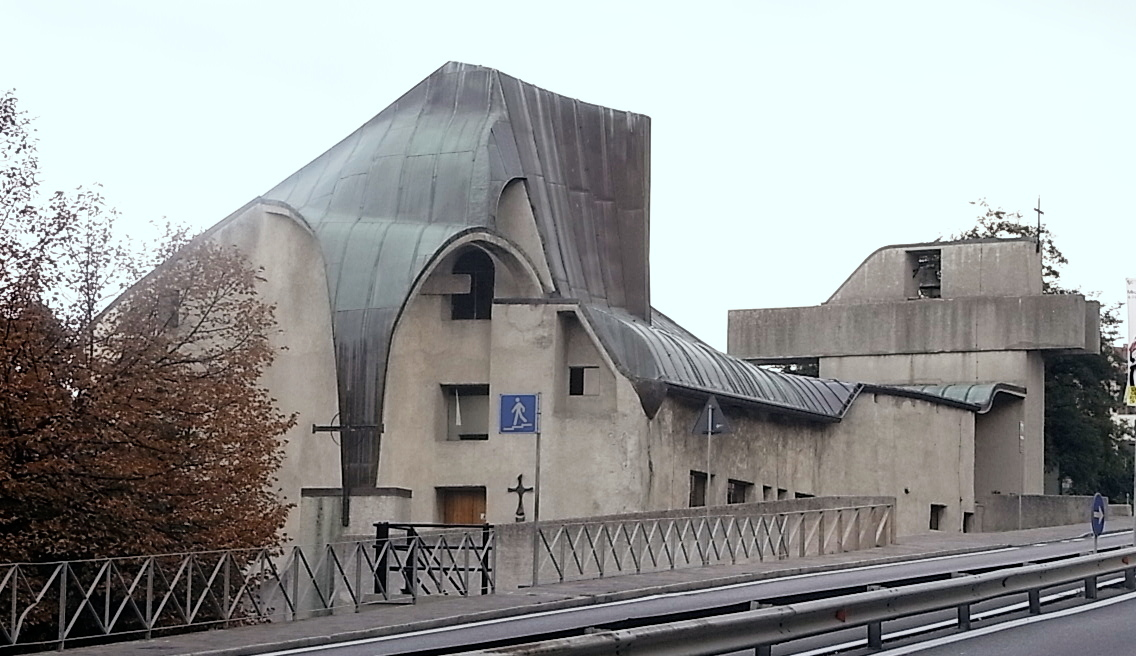
Santuario de la Beata Vergine della Consolazione (1967), de Giovanni Michelucci

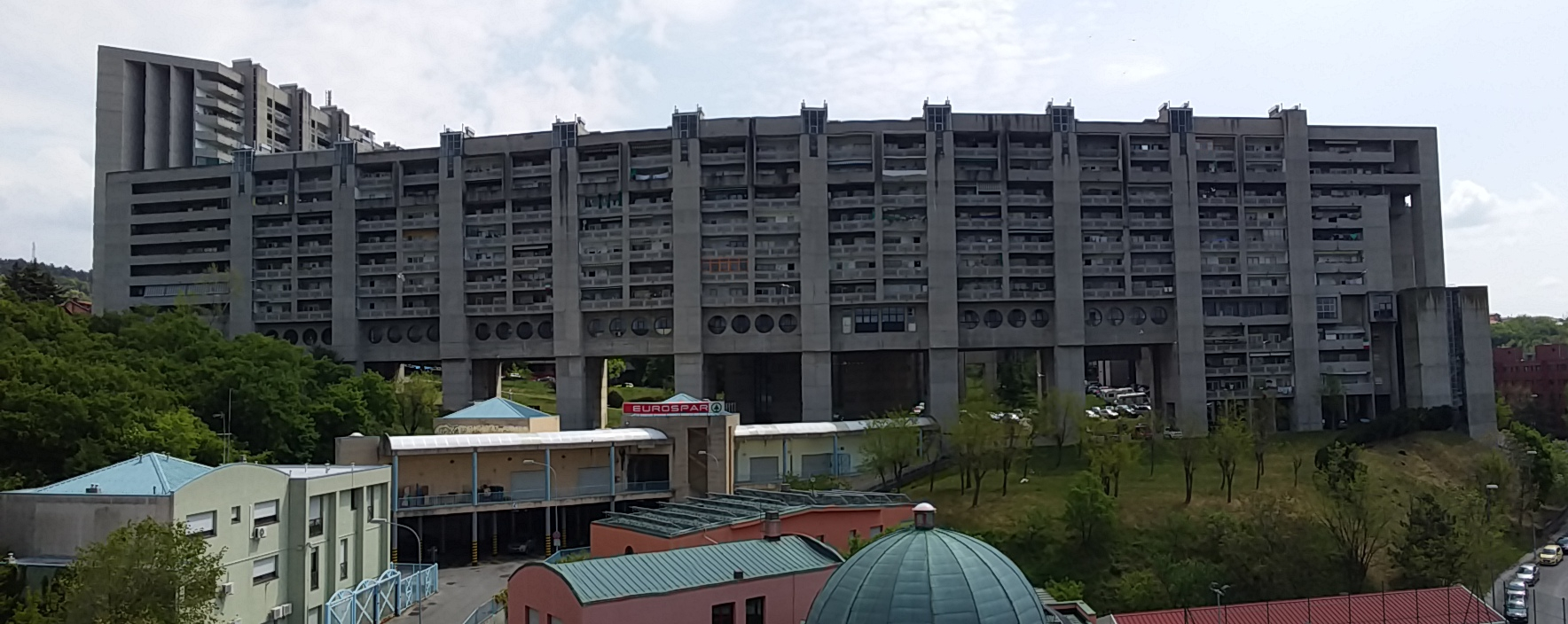
Quadrilatero (1969-1982) en Melara, obra de Celli Tognon

En Italia, varios arquitectos se han inspirado en el brutalismo para obras importantes como la Torre Velasca en Milán del Grupo BBPR (1956-1958), que resalta fuertemente las nervaduras de la estructura, que se elevan y modulan la forma arquitectónica, acentuándose en perspectiva en los puntales del voladizo. Esta obra, sin embargo, puede atribuirse con mayor precisión al movimiento Neoliberty, que pretendía recuperar los valores de la tradición arquitectónica italiana después de la temporada fuertemente vanguardista del racionalismo. Reyner Banham, un crítico británico cercano al movimiento brutalista británico, fue muy crítico con la obra que juzgó como «la retirada italiana de la arquitectura moderna».
Otras obras dignas de mención son el Instituto Marchiondi de Milán de Vittoriano Viganò (1957), cuya maqueta se expone en el MoMA de Nueva York.
Otra estructura importante perteneciente al movimiento brutalista es la "Casa Sperimentale" del arquitecto Giuseppe Perugini, diseñada y construida a finales de los años 1960 cerca de la costa de Fregene en colaboración con su hijo Raynaldo Perugini y su esposa Uga De Plaisant.
En Roma, en 1969, Francesco Berarducci (1924-1992) construyó la villa brutalista en via Colli della Farnesina 144 (donde Elio Petri filmó algunas escenas de Indagine su un cittadino al di sopra di ogni sospetto [Investigación sobre un ciudadano libre de toda sospecha]). La estructura brutalista de hormigón armado es el elemento organizador y expresivo dominante, que contiene en sí la irregularidad casuale de los muros de relleno y las superficies de vidrio distribuidas informalmente. Otro ejemplo romano es la embajada británica de sir Basil Urwin Spence, en via XX Settembre.
En la sede de la Ordine dei Medici en via Giovanni Battista de Rossi, en Roma, de Piero Sartogo (con Fegiz y Gimigliano, 1967-1972), el brutalismo es evidente en el uso del hormigón visto y todas las materias primas que Sartogo exhibe. Claramente inspirado por Le Corbusier.
También son dignos de mención algunos proyectos de Leonardo Ricci, como el auditorio Riesi de 1963, y las viviendas en el barrio Sorgane de Florencia de 1966, y también los 246 edificios para 870 viviendas en el barrio Matteotti de Terni de Giancarlo De Carlo (1971-1974). .
Cabe destacar la abrumadora plasticidad del hormigón armado en la Iglesia de la Autostrada del Sole (1964), en el santuario de la Beata Vergine della Consolazione (1967) y en la estructura de la Banca di Val d'Elsa de Giovanni Michelucci (1891-1990), donde se pueden leer claramente los signos del lenguaje brutalista. 
En Trieste se encuentran la sede del liceo científico Galileo Galilei (1969-1971) y el complejo residencial de viviendas públicas en el barrio de Rozzol Melara conocido como "il Quadrilatero" (1969-1982), ambas obras del arquitecto Celli Tognon, son ejemplos representativos del estilo brutalista. También merecen mención el instituto de arte Enrico Nordio y el santuario mariano de Monte Grisa. La [Palazzo della cultura (Messina)|Palacultura di Messina]], proyectada en 1977 por el ingeniero A. D'Amore y el arquitecto F. Basile y finalizada en 2009, se ha convertido también, con razón, en uno de los ejemplos de este estilo arquitectónico en Italia.

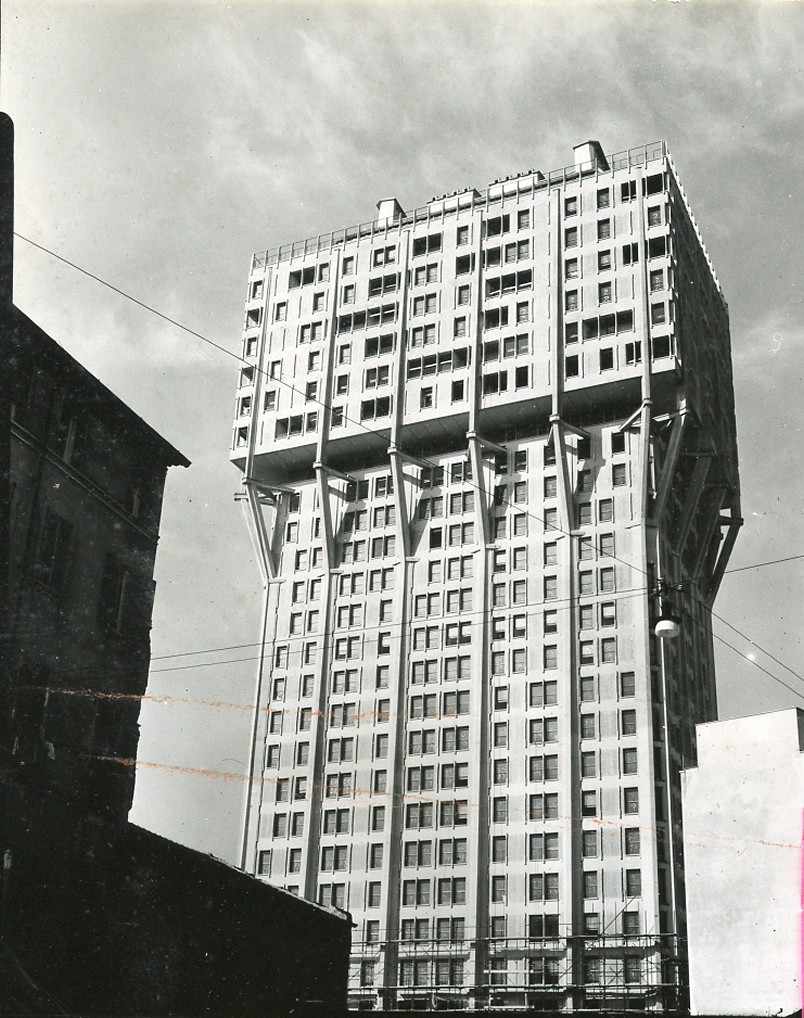
Torre Velasca, Milán, de BBPR (1956-1958) (foto de Paolo Monti)
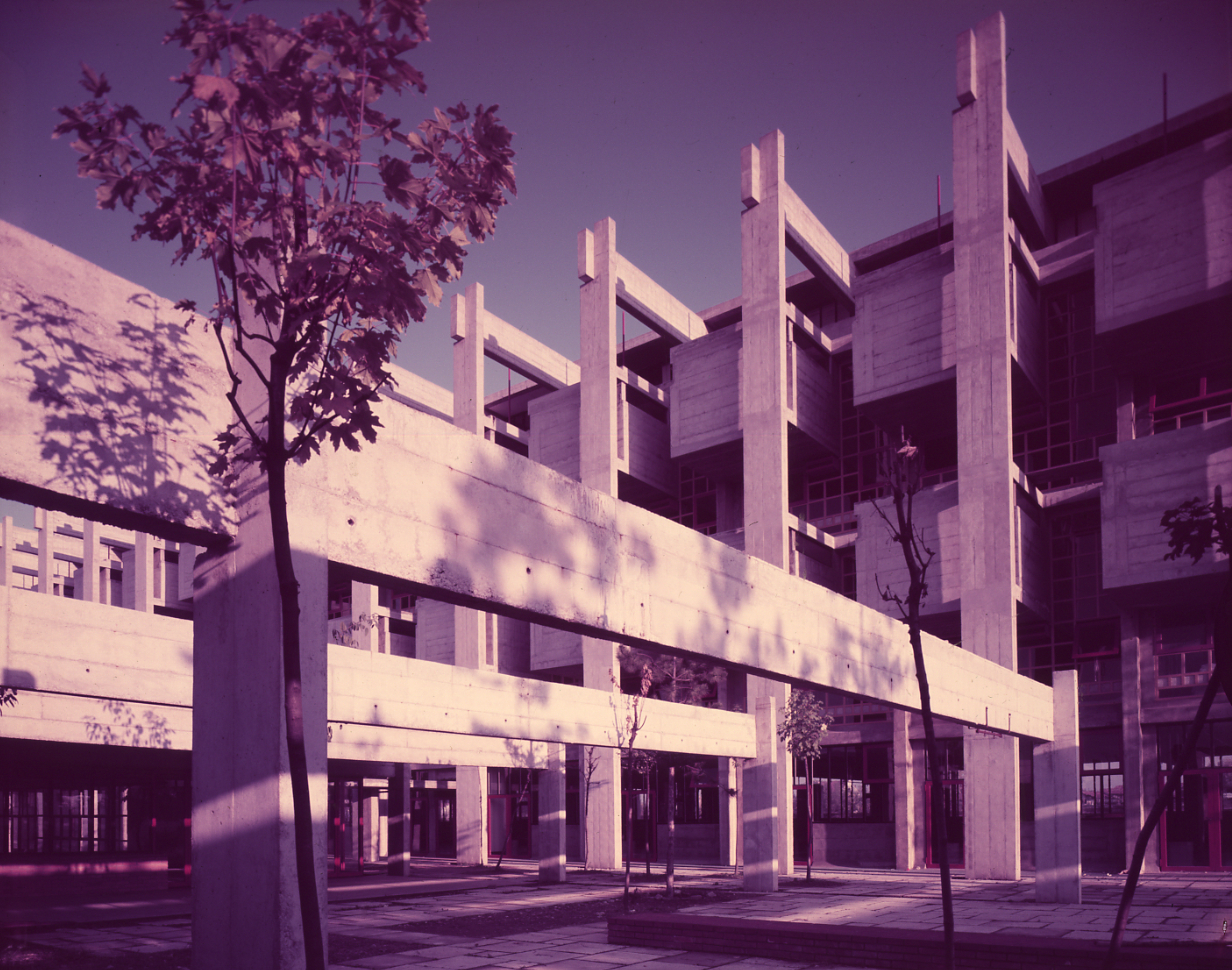
Instituto Marchiondi Spagliardi en Baggio, Milán, de Vittoriano Viganò (foto de Paolo Monti)
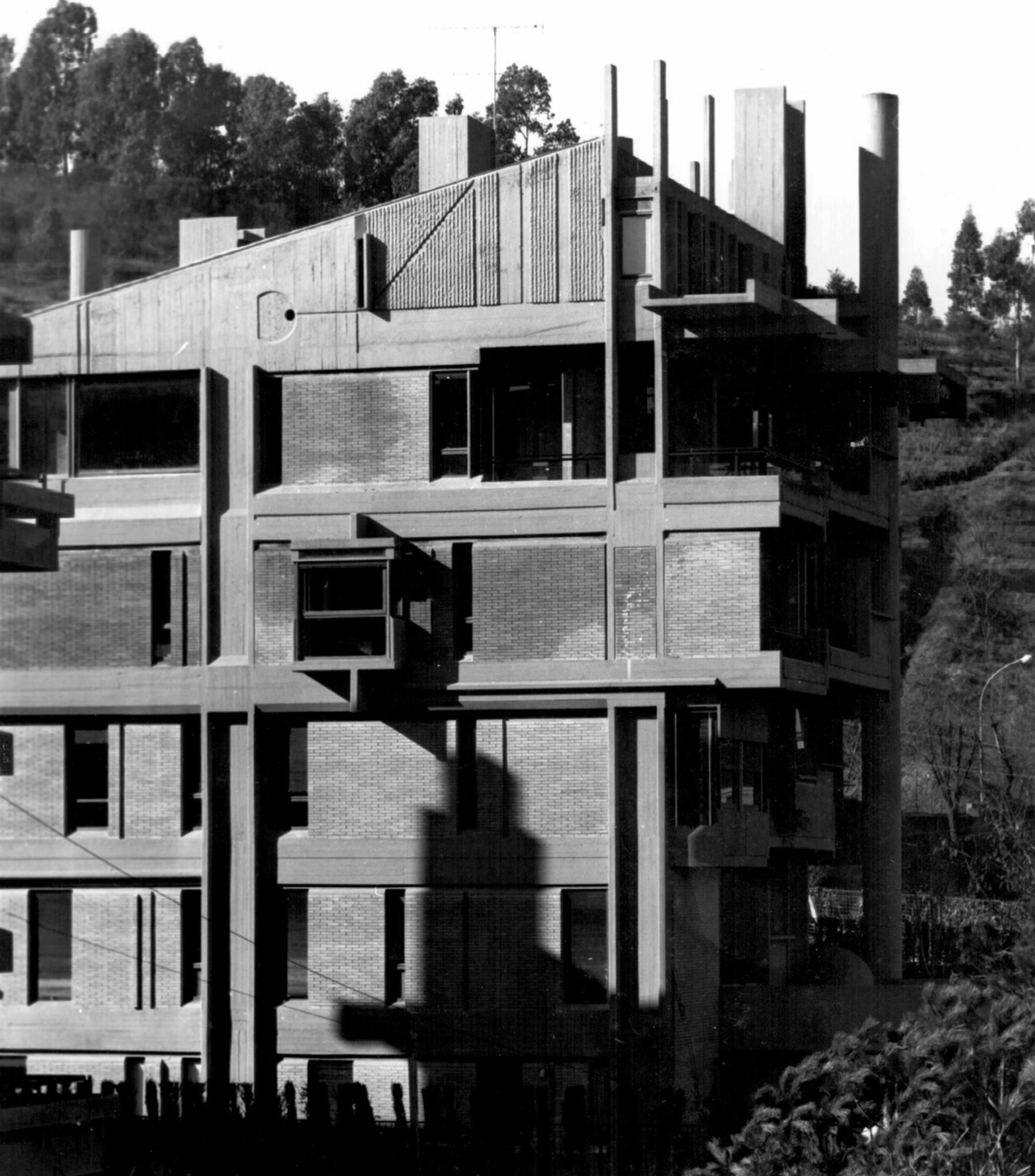
Villino in Via Colli della Farnesina 144 (1969), en Roma, obra de  Francesco Berarducci
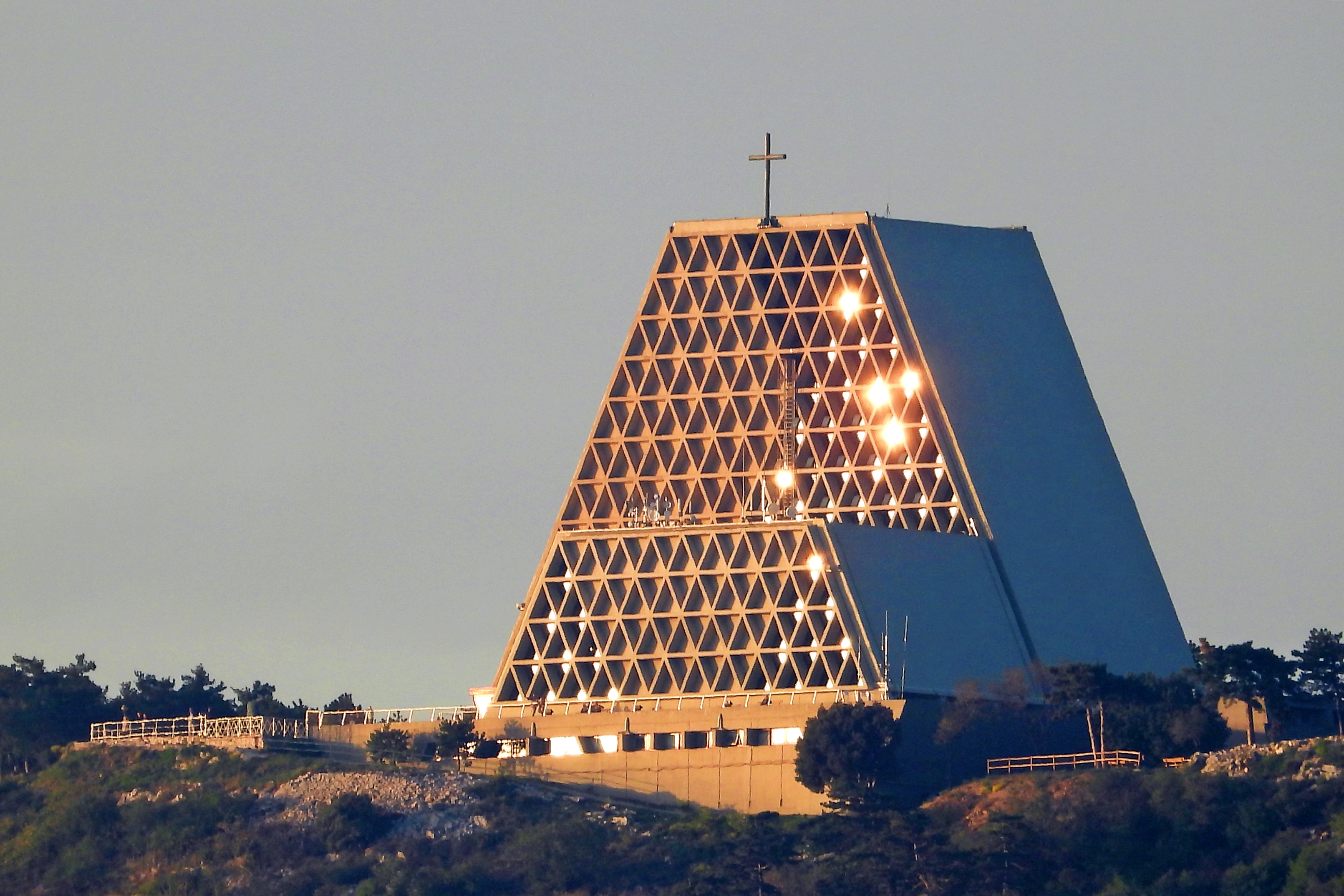
Santuario mariano di Monte Grisa (1956-1963) en Trieste, obra del ing.  Antonio Guacci
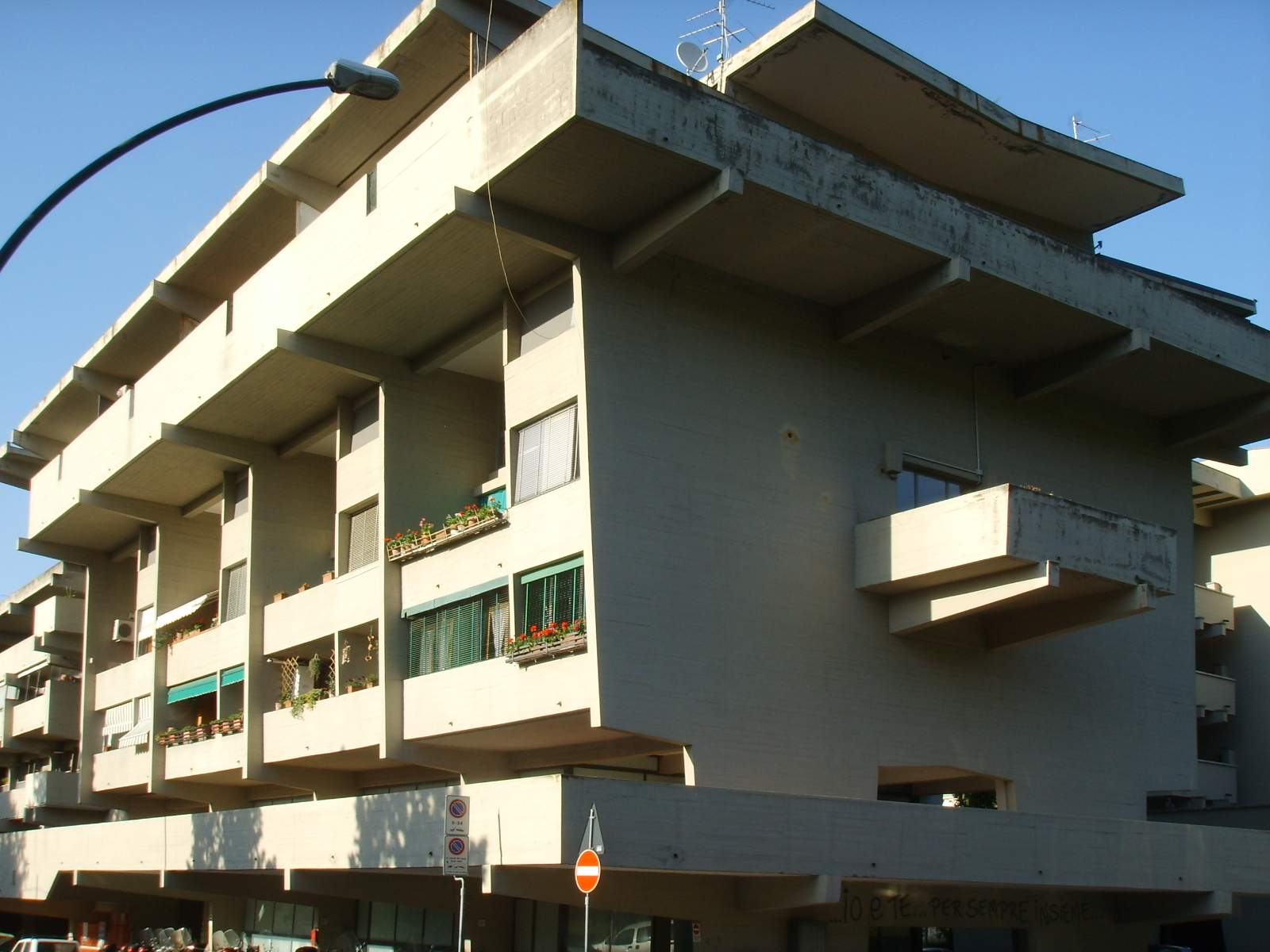
Edificio la Nave (1962-1970) de Sorgane, de Leonardo Ricci
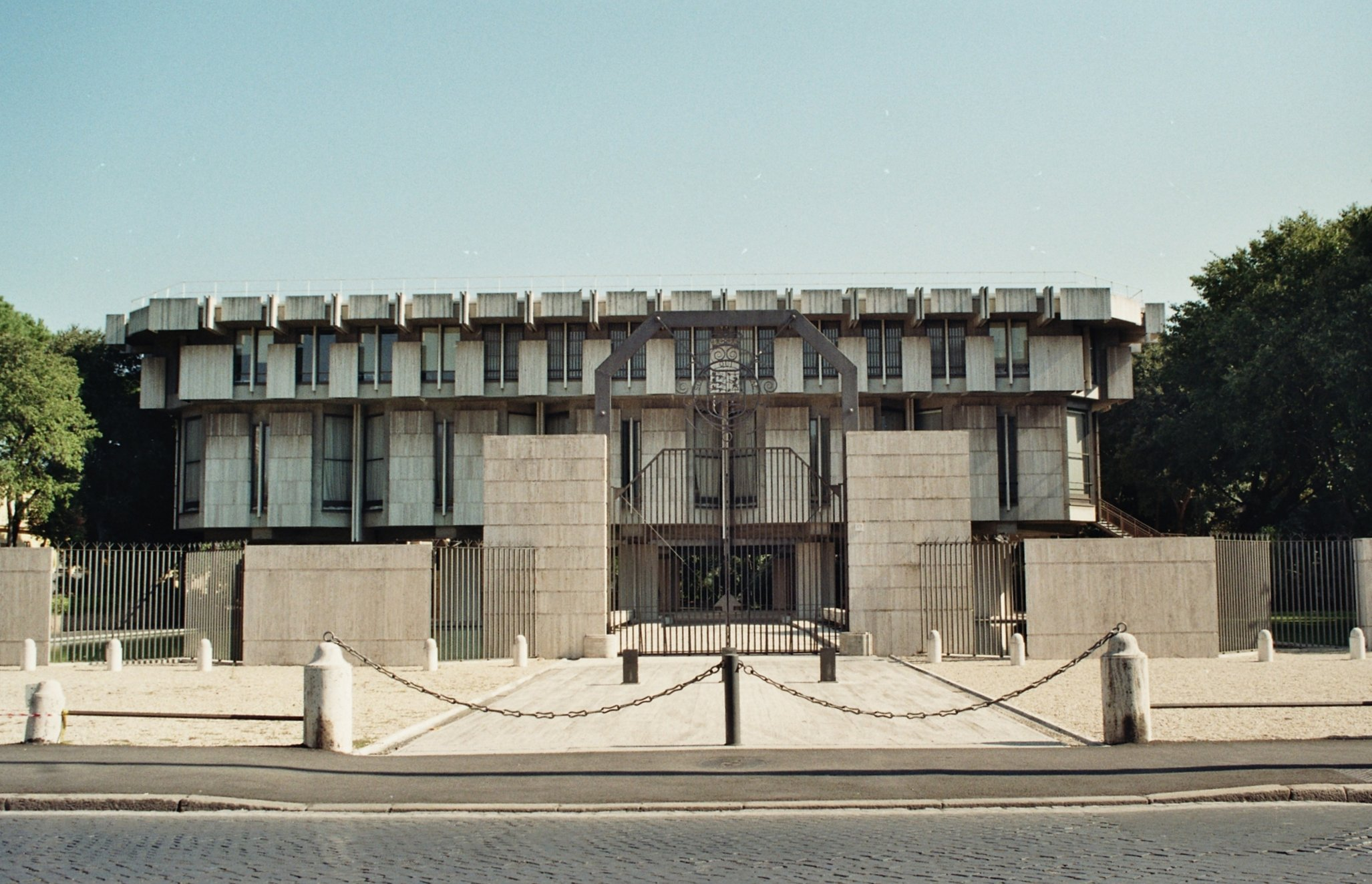
Embajada británica (1971) en Roma, de sir Basil Urwin Spence

## Arquitectura brutalista en la Unión Soviética
En gran parte de la extensión que llegó a tener la Unión Soviética se pueden encontrar construcciones de índole brutalista. La necesidad del gobierno por reducir los gastos en viviendas los orillo a apegarse y expandir este estilo. Las obras más reconocidas se pueden encontrar en Polonia y Bulgaria.
La sociedad se veía en la necesidad de espacios donde poder vivir, la planeación, economía y utilidad de esta corriente se las brindó.
A pesar de que su principal función era el de albergar personas, este estilo también permeó en construcciones y lugares culturales, dando así la construcción de obras como el Cine Kijów, en  Kraków.
En Polonia destaca la Superjednostka y el edificio ‘Lodz´ Manhattan’, ambas construcciones están situadas en los principales centros urbanos del país. Estas edificaciones tenían la intención de poder brindar casa a la mayor cantidad de personas posibles, cosa que hasta el día de hoy, siguen cumpliendo. 
En Bulgaria, la mayor exposición de este estilo es el Monumento Buzludja, obra que fue creada para celebrar la Secretaría del Comité Central del Partido Comunista de Bulgaria. El edificio que actualmente se encuentra abandonado, fungió como sede de juntas, discusiones y congresos del mismo partido.

## Crítica y recepción

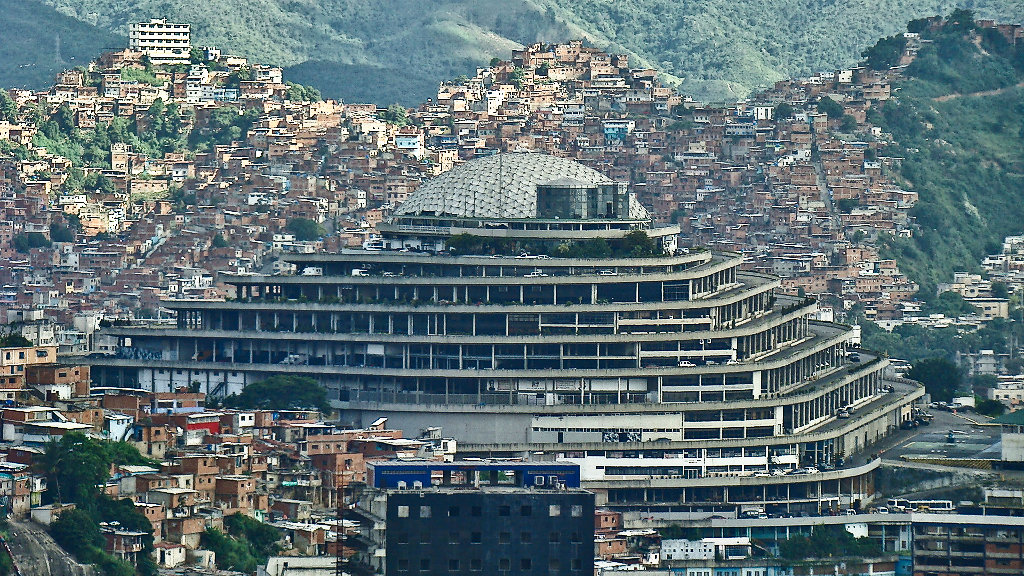
El Helicoide es la sede del Servicio Bolivariano de Inteligencia Nacional (SEBIN) y funciona como Centro Penitenciario

El brutalismo tiene algunos críticos severos. Un artículo de 2014 en The Economist señalaba su impopularidad entre el público, y observaba que de haber una campaña para demoler un edificio generalmente se dirigiría contra uno brutalista. En 2005, el programa de televisión británico Demolition realizó una votación pública para seleccionar doce edificios que debían ser demolidos, y ocho de los seleccionados fueron edificios brutalistas.
Un argumento es que esta crítica existe en parte porque las fachadas de hormigón no envejecen bien en climas marítimos nublados y húmedos como los del noroeste de Europa y Nueva Inglaterra. En esos climas, el hormigón se va veteando con manchas de agua y, a veces, con musgo y líquenes, y manchas de óxido por corrosión de las barras de refuerzo de acero.
Los críticos del estilo lo consideran poco atractivo debido a su apariencia «fría», que proyecta una atmósfera de totalitarismo, así como la asociación de los edificios con la decadencia urbana debido a que los materiales se desgastan mal en ciertos climas y las superficies son propensas al vandalismo por grafiti. A pesar de esto, el estilo es apreciado por otros y se están realizando esfuerzos de conservación en el Reino Unido.
Anthony Daniels, un autor, médico y comentarista político conservador británico, escribió para City Journal que las edificaciones brutalistas representan un artefacto del totalitarismo filosófico europeo, una «deformidad espiritual, intelectual y moral». Calificó a los edificios como «insensible», «inhumano», «horrible» y «monstruoso». Afirmó que el hormigón armado «no envejece con gracia, sino que se desmorona, se mancha y se descompone», lo que hace que los estilos de construcción alternativos sean superiores.

## En la actualidad

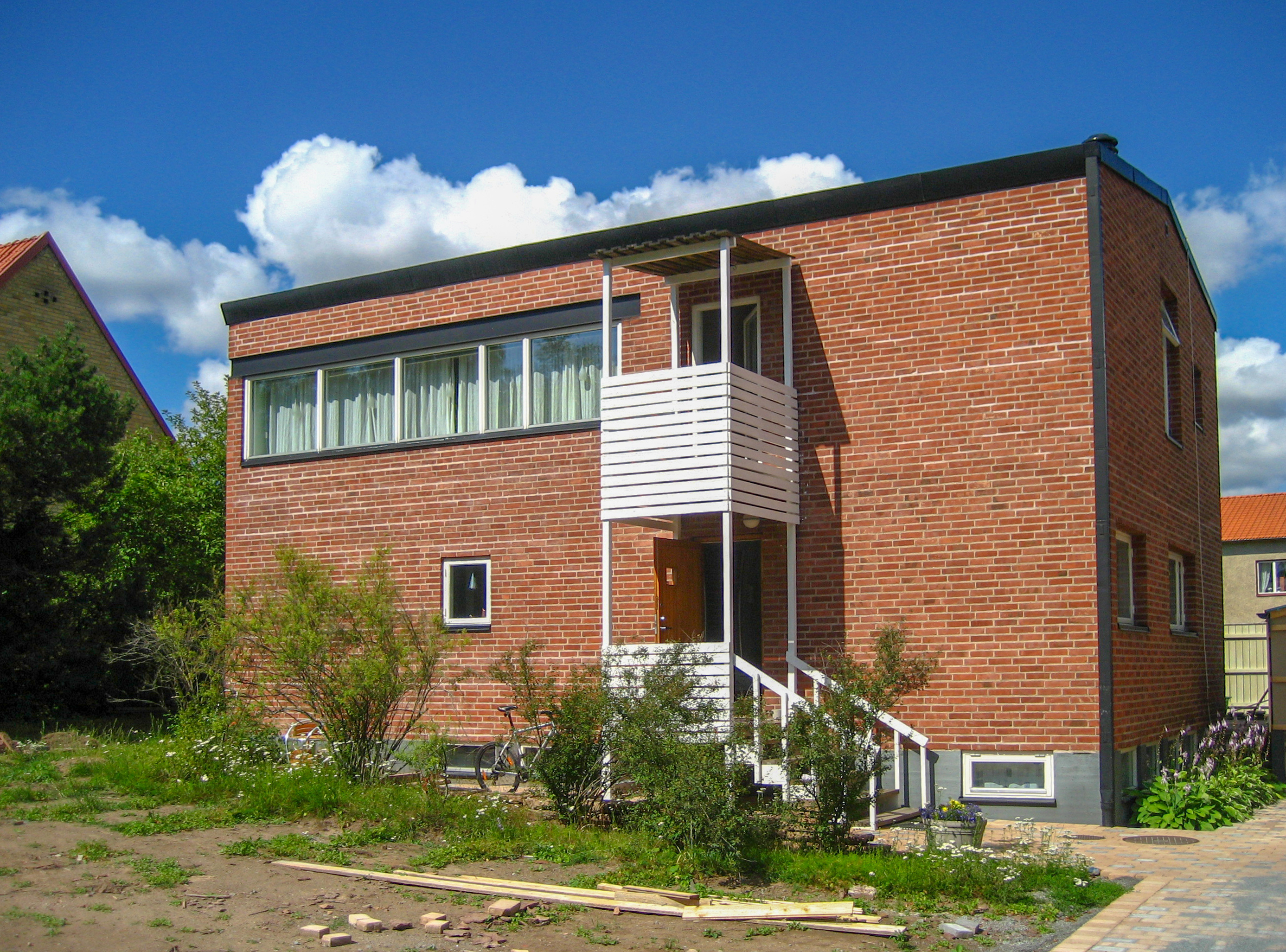
La casa Villa Gõth en Suecia.

Aunque el movimiento brutalista terminó en gran medida a fines de la década de 1970 y principios de la de 1980, habiendo dado paso en gran medida al expresionismo estructural y al deconstructivismo, ha experimentado un resurgimiento del interés desde 2015 con la publicación de una variedad de guías y libros, incluido Brutal London (Zupagrafika, 2015), Brutalist London Map. (2015),This Brutal World (2016), SOS Brutalism: A Global Survey (2017), así como el lujoso Atlas of Brutalist Architecture (Phaidon, 2018).
Muchos de los aspectos definitorios del estilo se han suavizado en los edificios más nuevos, con fachadas de hormigón a menudo pulidas con chorro de arena para crear una superficie similar a la piedra, recubiertas de estuco o compuestas de elementos prefabricados estampados. Tales elementos también se utilizan en las renovaciones de edificios brutalistas más antiguos, como la remodelación de Park Hill en Sheffield.
Villa Göth fue catalogada como históricamente significativa por la junta administrativa del condado de Uppsala el 3 de marzo de 1995. A varios edificios brutalistas en el Reino Unido se les ha otorgado el estatus de histórico y otros, como el edificio Pirelli en Long Wharf de New Haven, y el Seminario de St. Peter de Gillespie, Kidd & Coia, nombrado por la encuesta de la revista Prospect de arquitectos como el mayor edificio de posguerra de Escocia, han sido objeto de campañas de conservación. La Twentieth Century Society ha hecho campaña sin éxito contra la demolición de edificios británicos como el Tricorn Centre y el Parqueadero Trinity Square, pero ha tenido éxito en el caso del garaje de la estación de autobuses de Preston, la Hayward Gallery de Londres y otros.

## Ejemplos

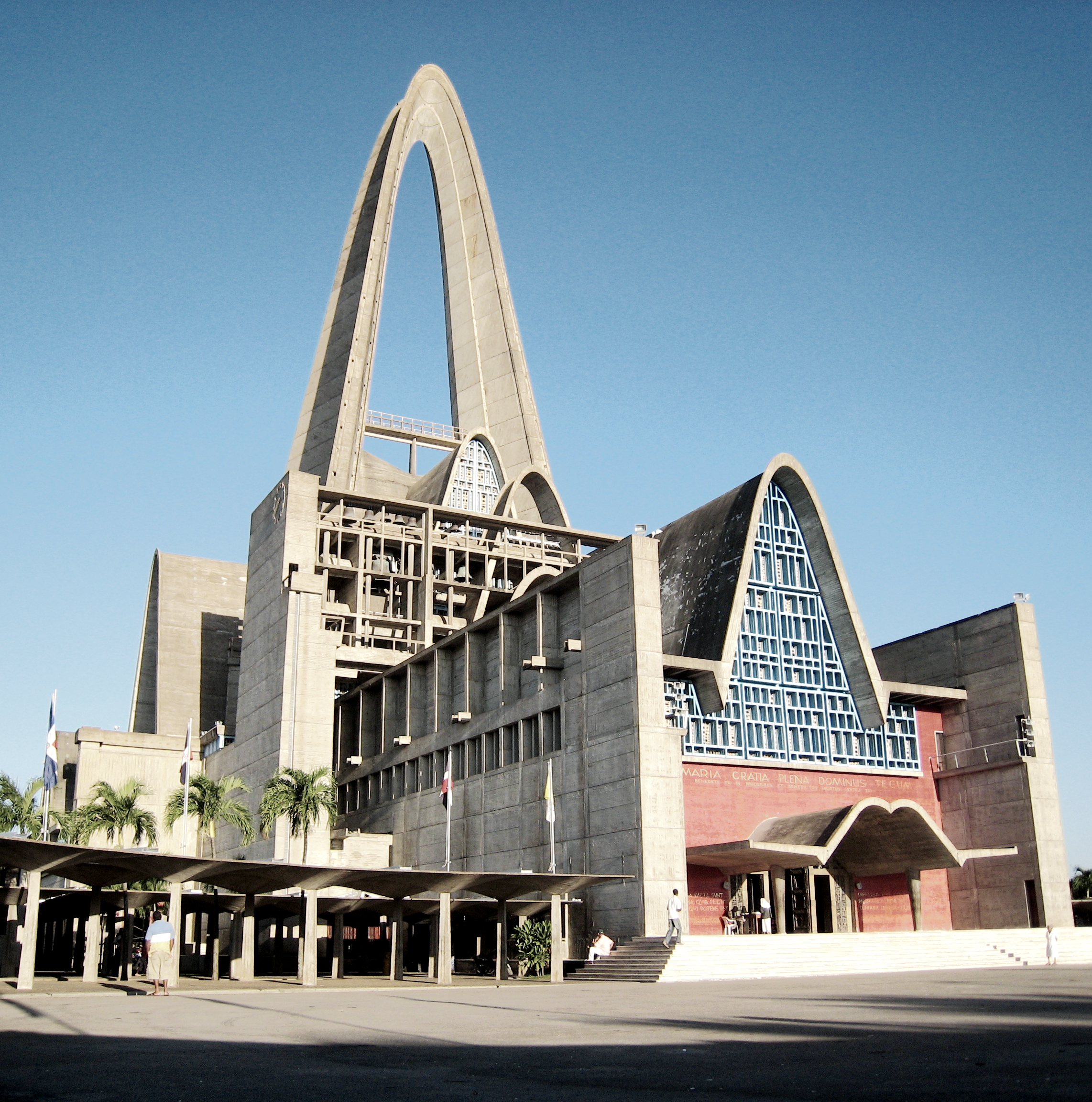
Basílica Altagracia de Higüey, República Dominicana, año 1971.
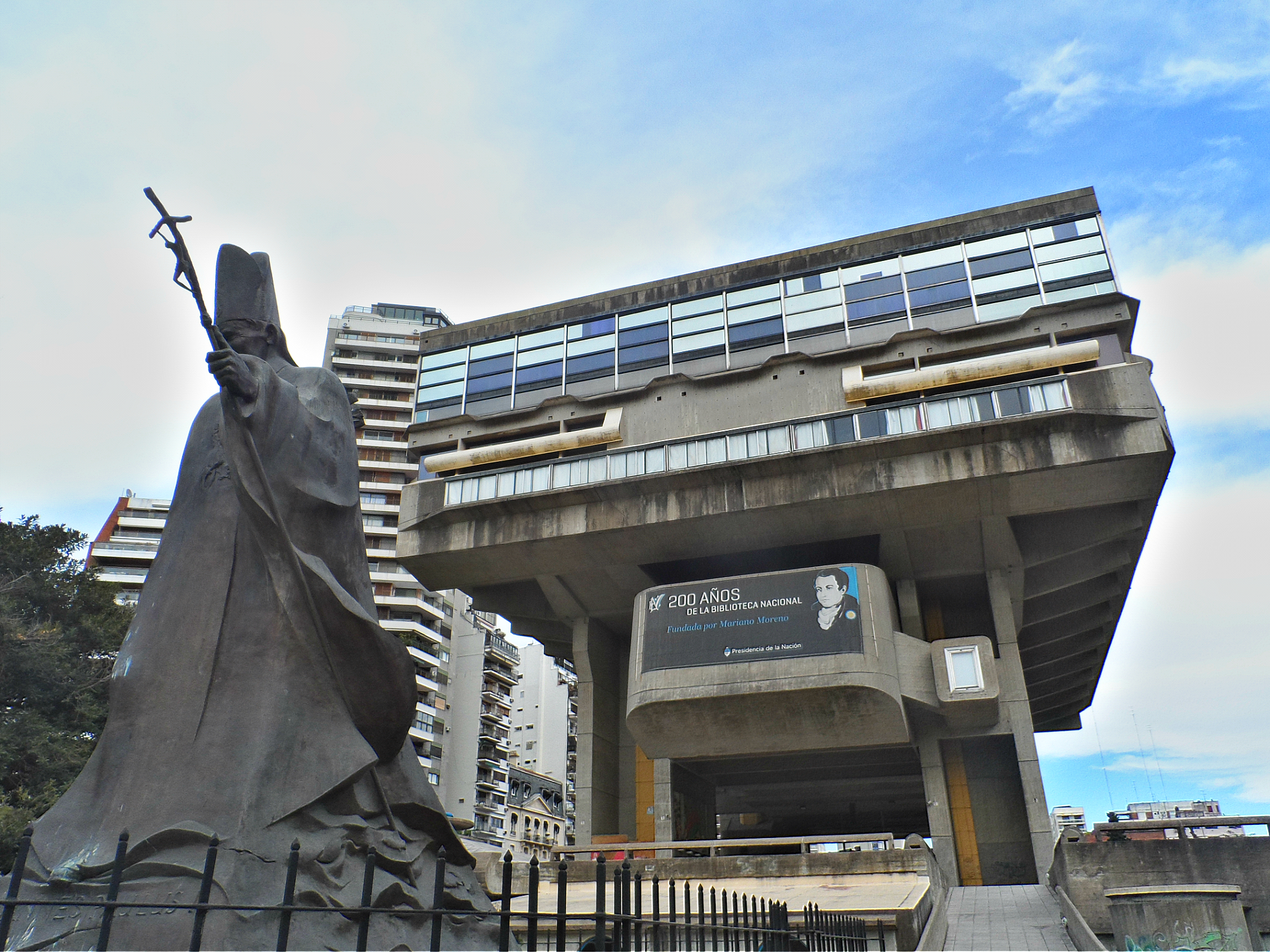
Biblioteca Nacional de Argentina, Buenos Aires, año 1992.
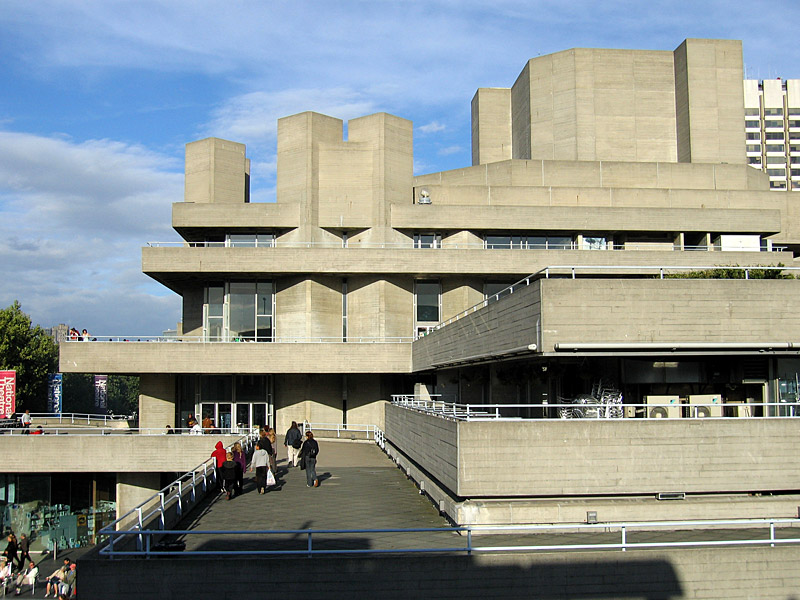
Royal National Theatre de Londres, año 1963.
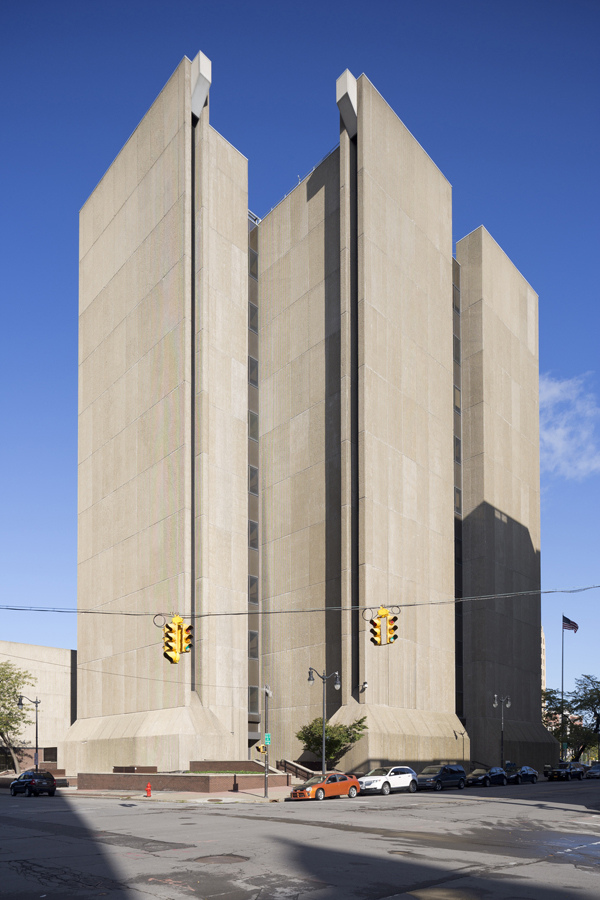
Buffalo City Court Building, 1971-74, Pfohl, Roberts and Biggie.
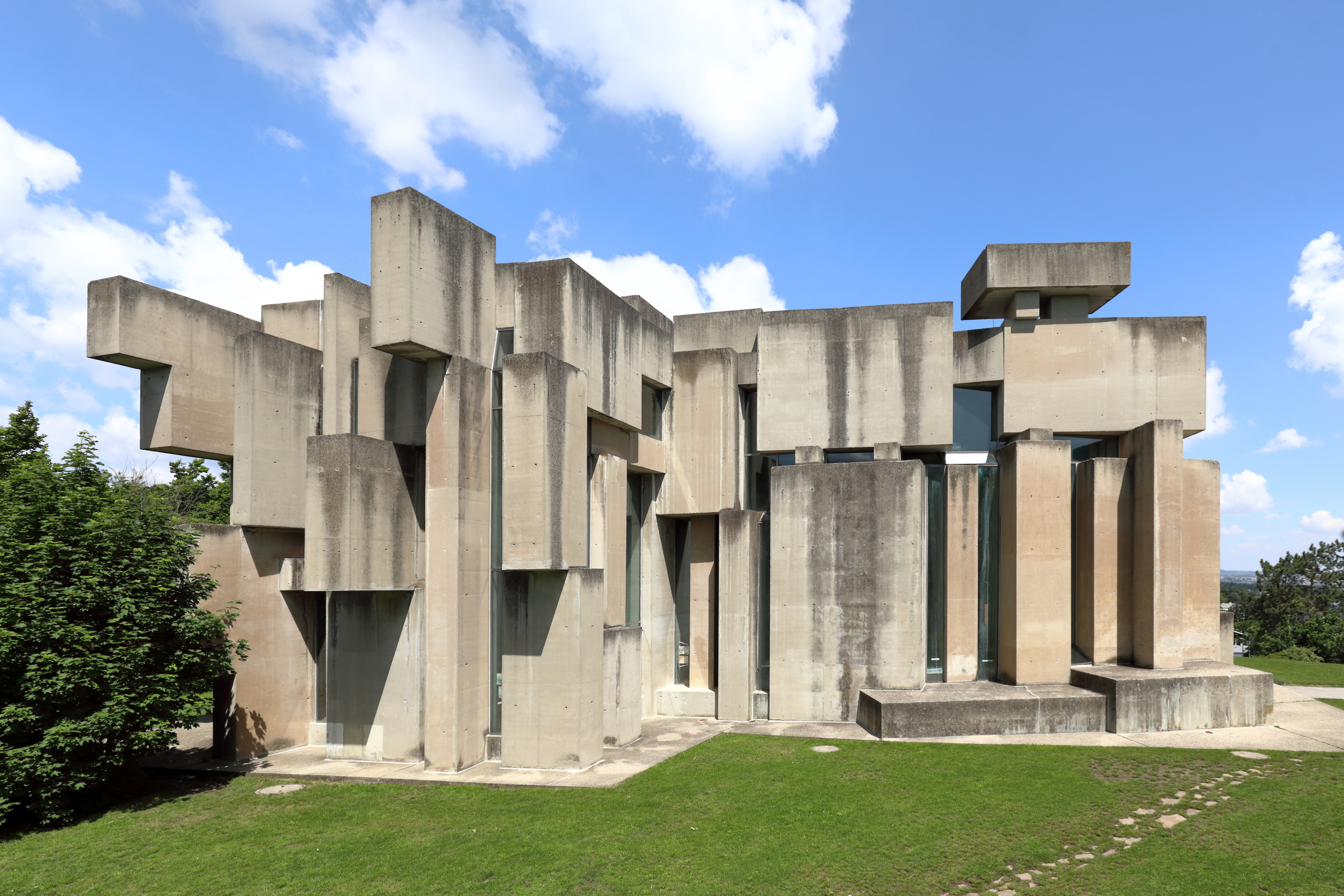
Iglesia de Wotruba, Viena, Austria, año 1976.
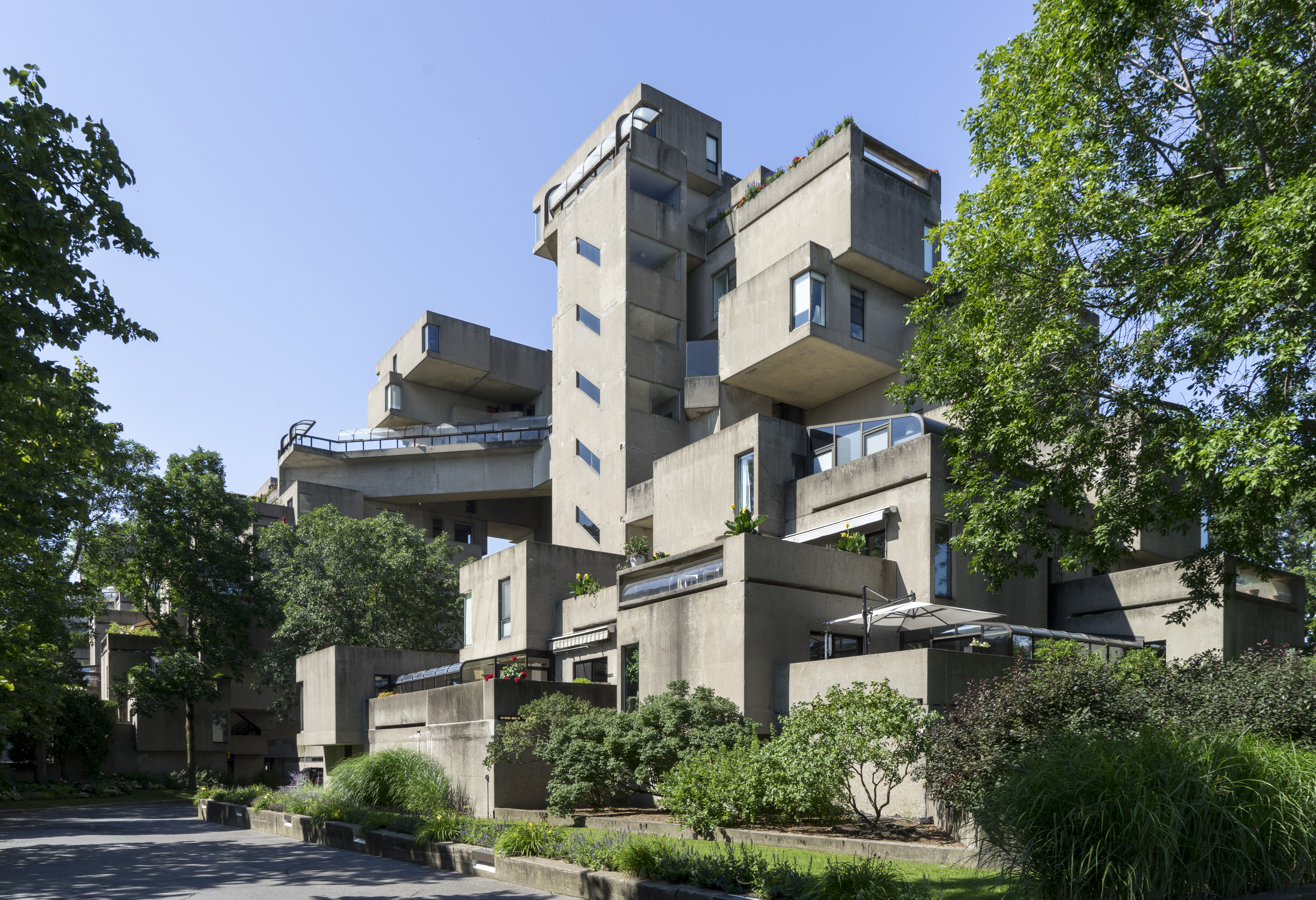
Habitat 67, Montreal, Canadá, año 1967.
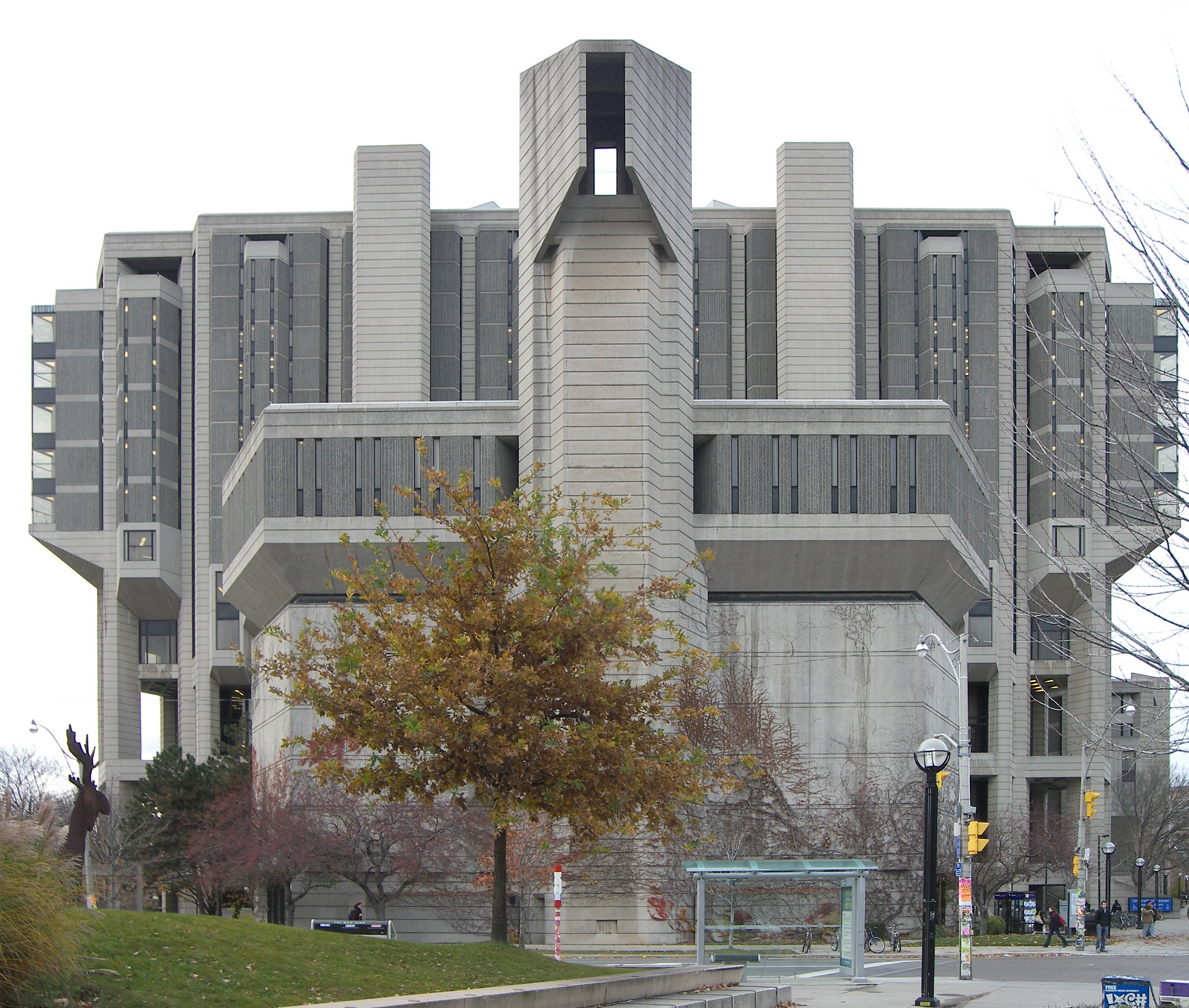
Robarts Library, Toronto, Canadá, año 1973.
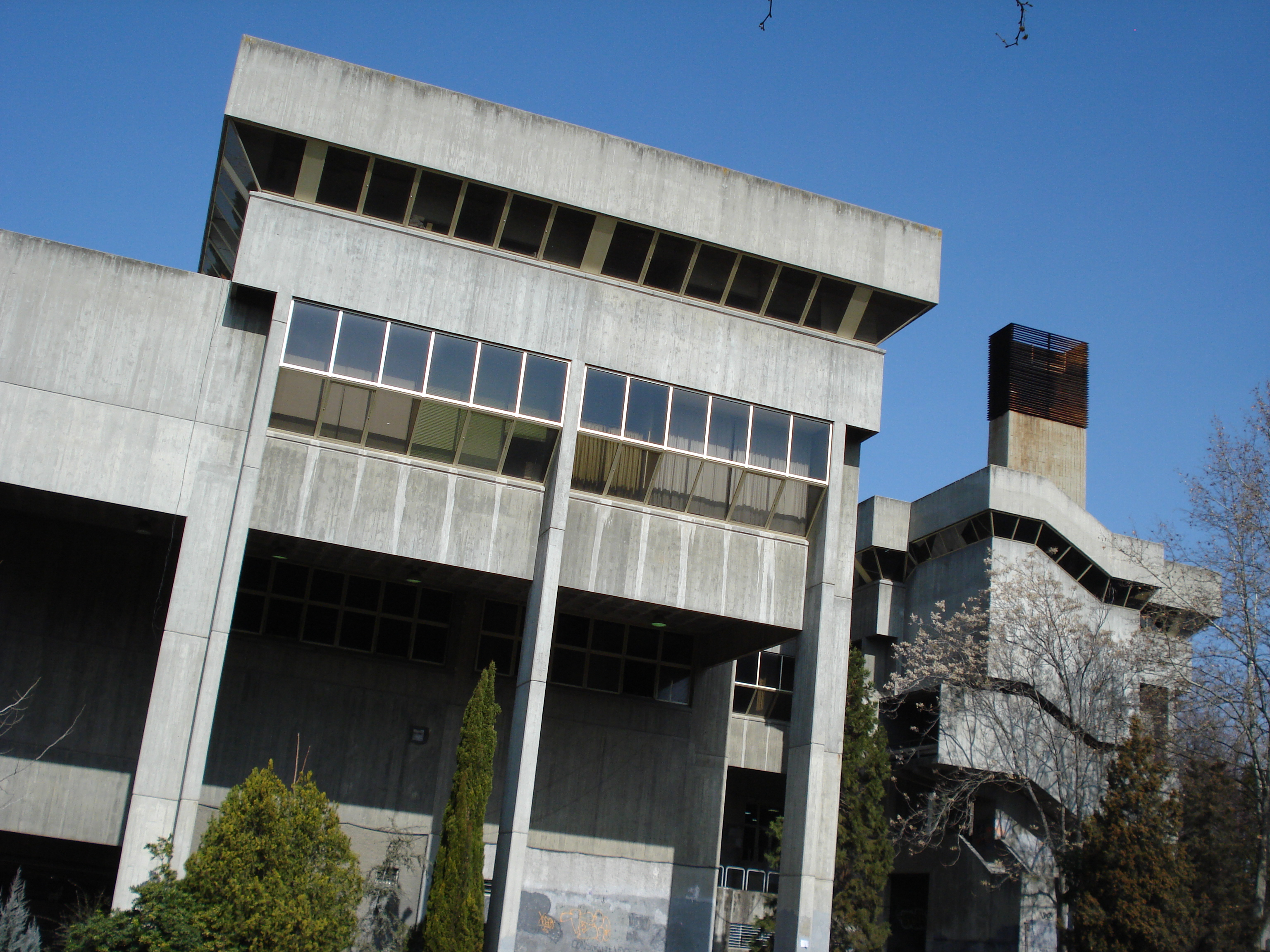
Facultad de Ciencias de la Información de la Universidad Complutense de Madrid, año 1971.
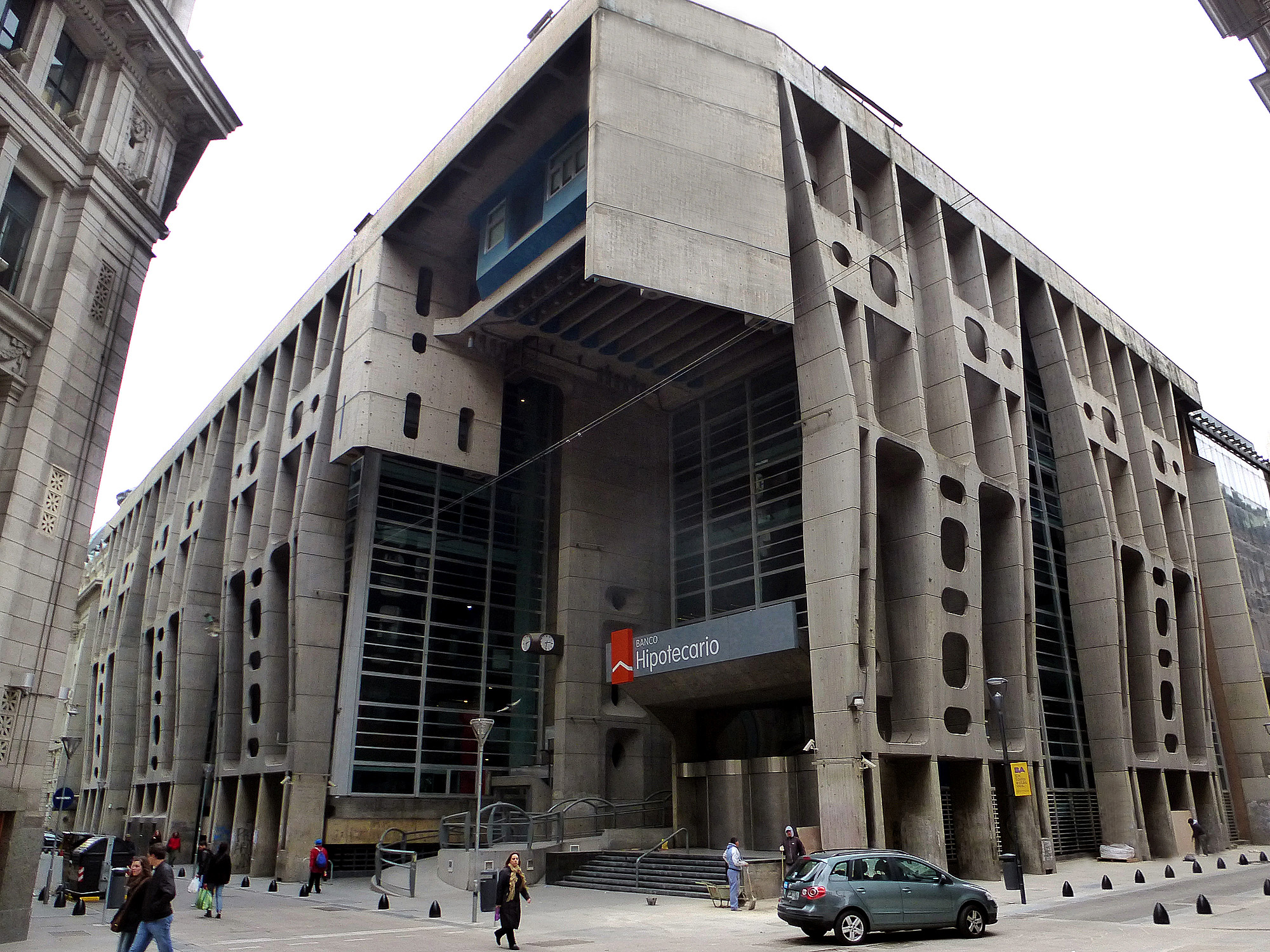
Banco Hipotecario y/o Banco de Londres, Buenos Aires, Argentina, año 1966.
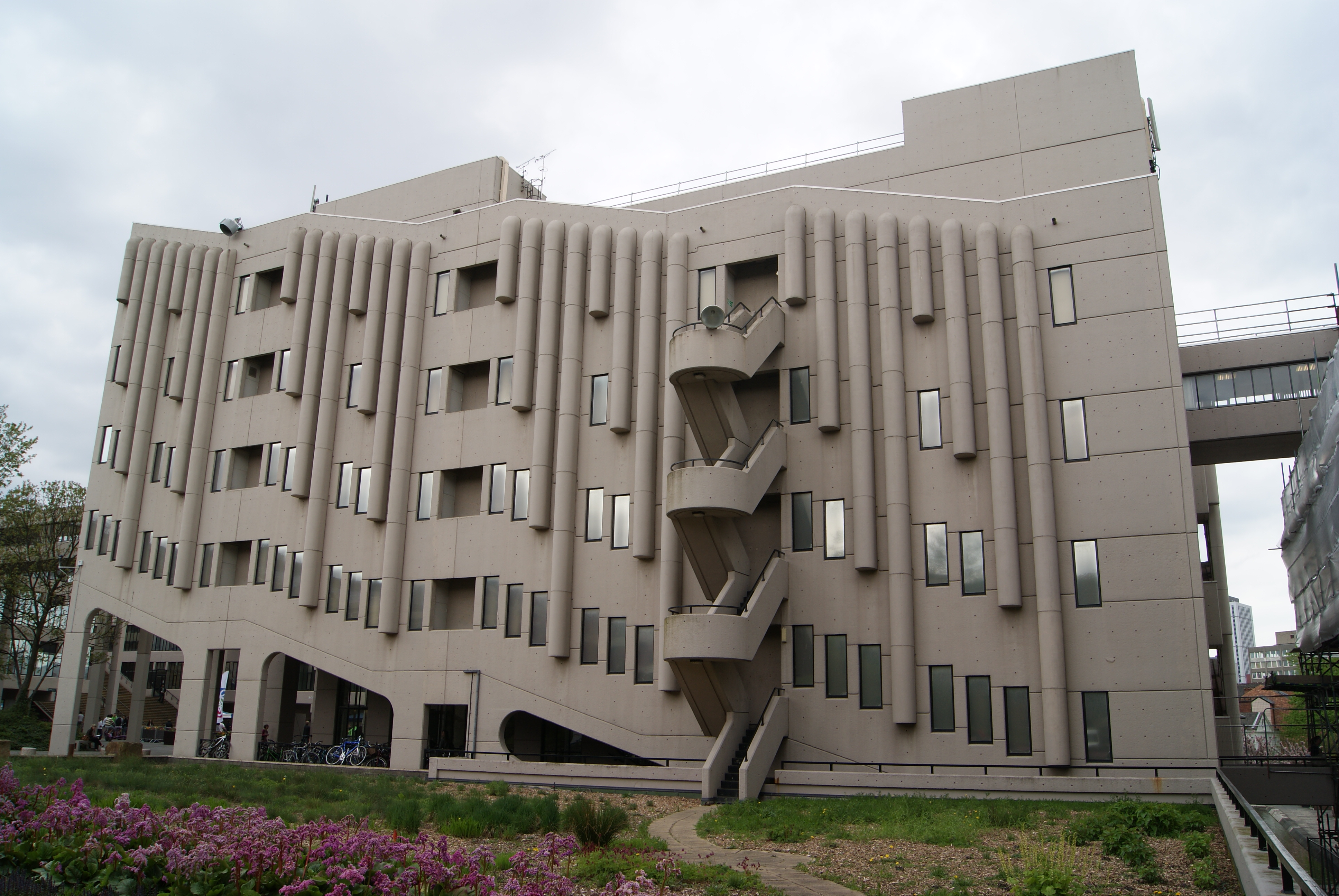
Roger Stevens Building, Universidad de Leeds, Reino Unido, año 1970.
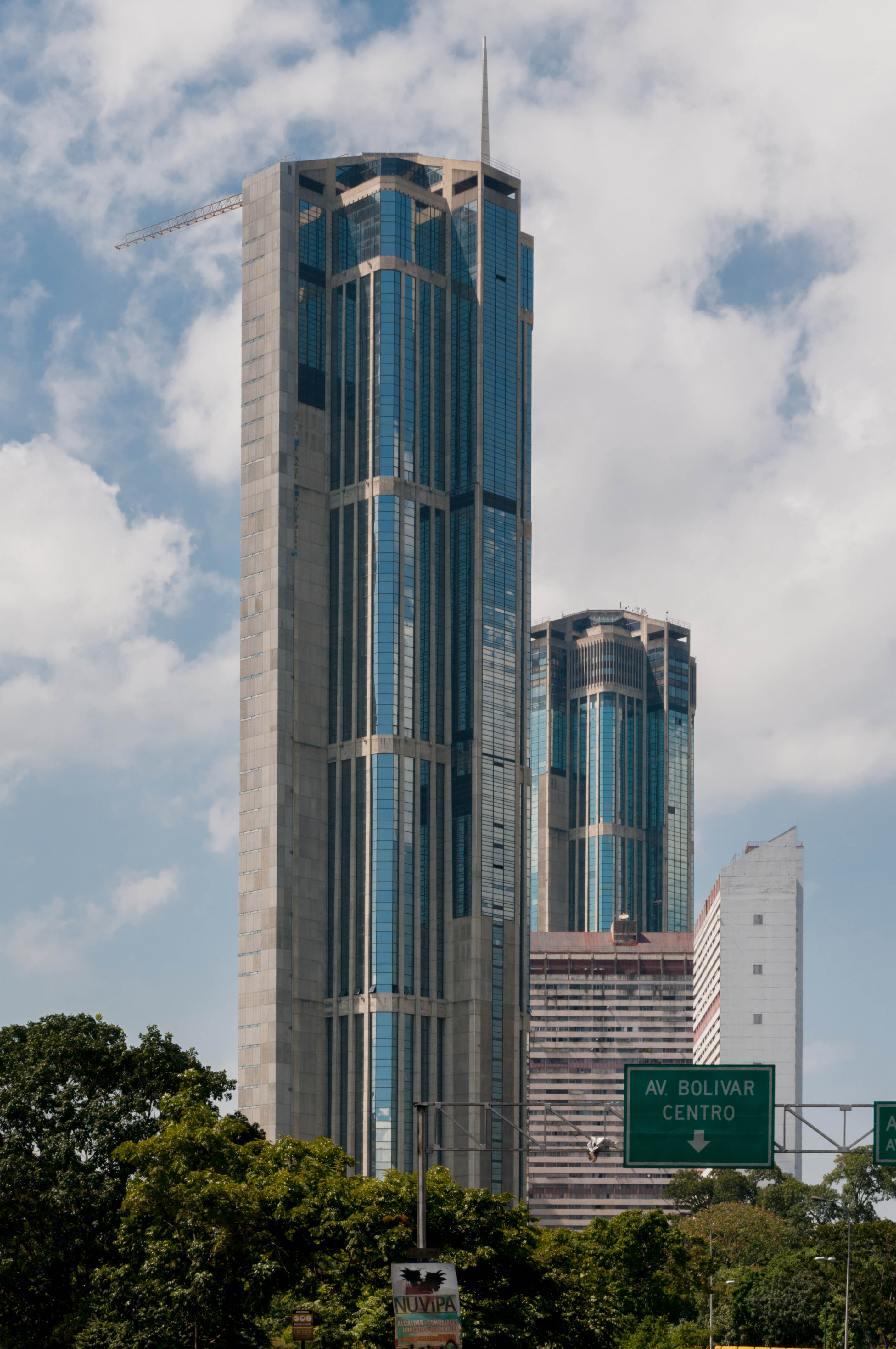
Edificios de Parque Central, en Caracas.